# Тролейбус
Троле́йбус — електричний автобус (електробус), що отримує електричну енергію безпосередньо під час руху від зовнішнього джерела (повітряної контактної мережі) за допомогою двох контактних штанг (струмоприймачів). Два контактних дроти та дві штанги потрібні для того, аби замкнути електричне коло. Це відрізняє тролейбус від трамвая, який для замикання електричного кола використовує рейки і тому потребує лише одного контактного дроту та однієї струмознімальної штанги (чи пантографа).

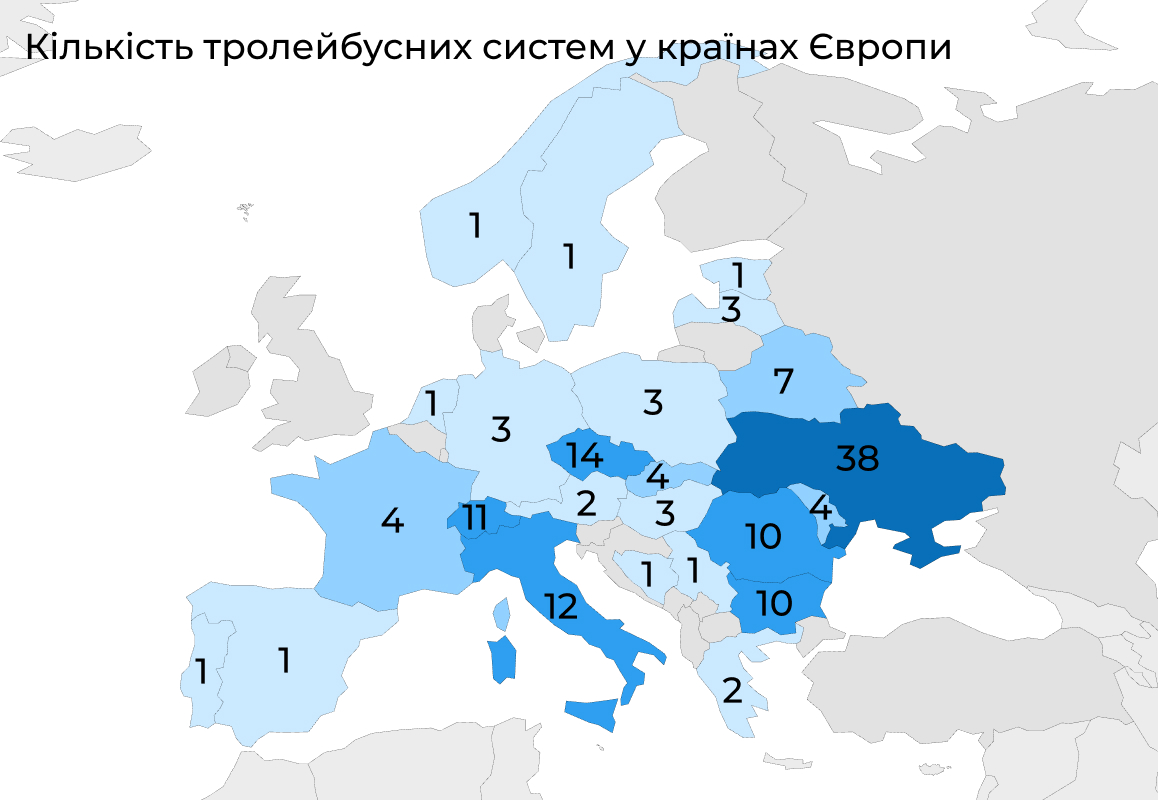
Кількість тролейбусних систем у країнах Європи

Тролейбус, додатково оснащений системою автономного живлення на акумуляторах, суперконденсаторах, генераторі на базі двигуна внутрішнього згоряння або паливних елементах належать до комбінованого рухомого складу електричного транспорту, й називається також електробусом з динамічною підзарядкою.
Зараз в світі налічують близько 300 чинних тролейбусних систем у 43 країнах. В Україні станом на 2022 рік тролейбусні системи є у понад 30 містах, що є другим показником у світі.
Тролейбуси використовуються переважно в містах, проте існують тролейбусні системи, які мають приміське та міжміське сполучення. У період будівництва тролейбусних систем на території України, тролейбуси розглядалися як альтернатива трамваю на наявних та нових ділянках. Наприклад у другій половині 1930-х років у центральній частині Києва лінії «застарілого» трамвая почали замінювати на «сучасний» тролейбус.

## Етимологія
Слово тролейбус запозичене з англ. trolley-bus. За однією з версій, ця назва виникла як поєднання американізму trolley («роликовий струмознімач», можливо, від to roll — «котити») та bus («автобус»). Перші тролейбуси сприймалися публікою як «гібрид автобуса та трамвайного вагона» (у ранніх публікаціях російською мовою тролейбус описувався як «безрейковий трамвай»). За іншою версією, в цьому поєднанні слово trolley використовується в значенні «візок» і містить посилання на струмоприймач у вигляді візка що котиться по дротах, який використовувався в перших тролейбусах, що в подальшому призвело до запозичення терміна «тролей».

## Історія

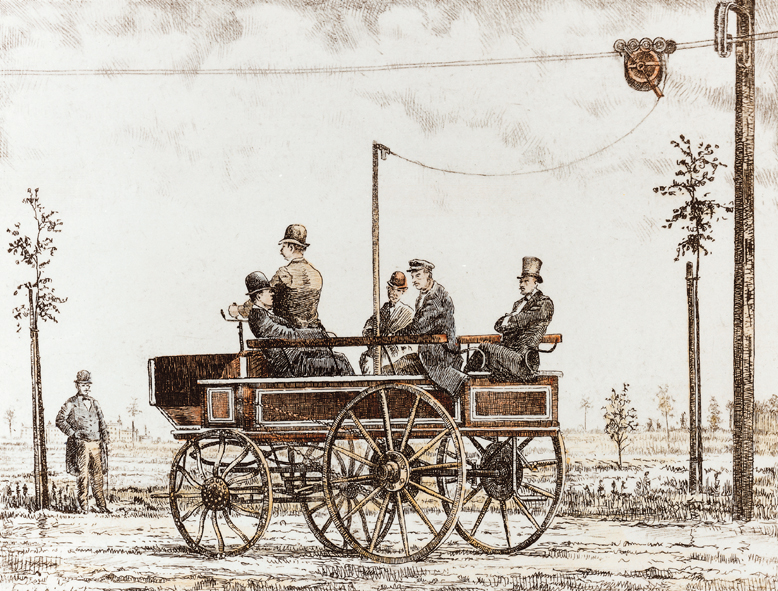
«Electromote» Сіменса — перший в світі тролейбус. 1882 рік.

Перший тролейбус був створений в Німеччині інженером Вернером фон Сіменсом, ймовірно, під впливом ідеї його брата, який проживав в Англії доктора Вільгельма Сіменса, який опублікував її в 1880 році у виданні Journal of the Society of Arts (vol. XXIX, 1880-1, p. 574). Струмознімання здійснювалося восьмиколісним візком (Kontaktwagen), що котився по двох паралельних контактних дротах. Дроти розташовувалися досить близько один від одного, і при сильному вітрі нерідко стикалися, що призводило до коротких замикань. Експериментальна тролейбусна лінія довжиною 591 ярд, відкрита компанією Siemens & Halske в передмісті Берліна Галензее (Halensee) і діяла з 29 квітня по 13 червня 1882.
У тому ж році в США бельгієць Шарль Ван Депуле запатентував «тролейбусний ролик (коліщатко)» — струмоприймач у вигляді штанги з роликом на кінці. Більш надійний штанговий струмоприймач винайшов і 1888 року впровадив у трамвайній мережі Френк Спрейг (Frank J. Sprague). Але на тролейбус штанговий струмоприймач встановив лише 1909 року Макс Шиманн (Max Schiemann), і його система з численними удосконаленнями дійшла до нашого часу.
На початку XX століття тролейбуси існували тільки як допоміжний варіант для трамвайних шляхів, без перспективи використання в жвавих міських центрах, працюючи для «дедалі більшого, але роз'єднаного населення».

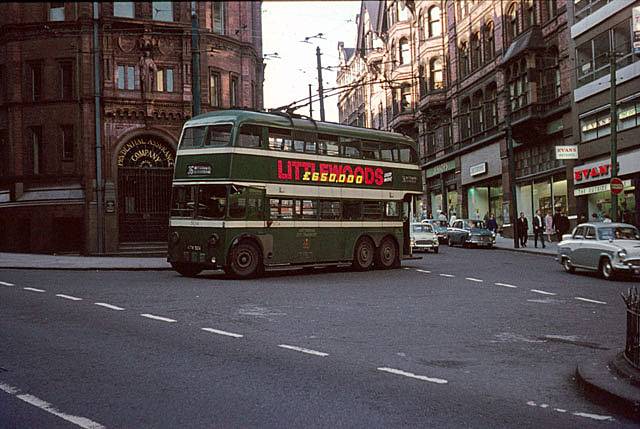
Двоповерховий тролейбус, Нотінгем, Велика Британія, 1960-ті роки

Перша в Україні тролейбусна лінія була запущена 5 листопада 1935 року у Києві на ділянці між теперішніми Либідською площею і пл. Л. Толстого. Рух відкрили 4 тролейбуси ЛК-5 виробництва КЗЕТ. Станом на 2020 рік київська тролейбусна мережа була найбільшою у світі за загальною довжиною маршрутів.
Двоповерхові тролейбуси були широко поширені в багатьох європейських містах, зокрема у Великій Британії, де такий тип тролейбусів почали використовувати ще у 1920-х роках.
Для умов СРСР, як і в світі загалом, більш продуктивним для підвищення пасажиромісткості виявилося використання причепів, тролейбусних поїздів і особливо зчленованих тролейбусів, що з'явилися до кінця 1950-х — початку 1960-х років. Від тролейбусів з причепом незабаром відмовилися, а зчленовані тролейбуси не випускалися радянською промисловістю в достатній кількості, тому досить широке поширення отримали тролейбусні поїзди. Першим містом в якому два тролейбуси були з'єднані в поїзд став Київ. 12 червня 1966 року тут вийшов на маршрут № 6 потяг з двох тролейбусів МТБ-82 київського винахідника Володимира Веклича з'єднаних за системою Володимира Веклича. Згодом поїзди з тролейбусів Škoda 9Tr стають основою тролейбусного парку столиці (у 1983 році — 296 потягів, понад 55 відсотків наявного парку машин). Поїзди Володимира Веклича були успішно впроваджені більше ніж у 20 містах колишнього СРСР.
Пік розвитку тролейбусних перевезень у світі припав на період між світовими війнами і перші післявоєнні часи. Тролейбус сприймався як альтернатива трамваю, який на той час здавався застарілим; нестача автомобільного транспорту, так само як і палива, у воєнні та ранні післявоєнні часи додатково сприяла підвищеному інтересу до тролейбуса. Ці проблеми втратили свою гостроту в 60-ті роки, в результаті чого експлуатація тролейбуса втратила вигоду перед автобусом і саме йому перейшов титул «сучасного» транспорту. Тролейбусні мережі почали масово закриватися. Як правило, тролейбус зберігся там, де не було можливості замінити його автобусами — в основному через складний рельєф. На початок XXI століття в Австралії, Бельгії та Фінляндії повністю відсутній тролейбус, а в Австрії, Німеччині, Іспанії, Італії, Канаді, Нідерландах, США, Франції, Японії збереглися лише поодинокі тролейбусні системи.
У СРСР, тим не менш, тролейбус продовжив свій розвиток. На думку ряду фахівців, в першу чергу це було пов'язано з гострою нестачею автобусів, їх низькою потужністю і малої місткістю, а також відносною дешевизною електрики. Разом з тим, є і ряд чисто технічних причин. Механічна частина тролейбуса більш проста в порівнянні з автобусом, не має паливної системи, системи охолодження, коробки передач, не вимагає мастила під тиском. Внаслідок цього знижується трудомісткість регламентних робіт, відпадає необхідність в ряді технологічних рідин — моторна олива, антифриз. До того ж в СРСР не вистачало водіїв міських автобусів, незважаючи на досить високу зарплату.
У 1970 році тролейбусним транспортом в Україні перевезено 1536 млн пасажирів.
Зі східноєвропейських держав лише в Польщі кількість тролейбусних систем неухильно скорочувалася, з 12 в середині 70-х років до трьох в 1990 році. В даний час, незважаючи на значні економічні труднощі, у багатьох колишніх соціалістичних країнах продовжують експлуатуватися більшість тролейбусних систем. Скорочення або повна ліквідація тролейбусного руху в ряді міст були викликані як економічними, так і чисто суб'єктивними, політичними причинами. Разом з тим, за той же період в Україні  були введені в експлуатацію дві нові тролейбусні системи (3 закриті), у Чехії — 1, у Словаччині — 2.
Наприкінці XX — початку XXI століття екологічні, економічні та інші проблеми, викликані масовою автомобілізацією, відродили інтерес до міського електротранспорту і в Західній Європі. Одночасно багато європейських країн зробило вибір на користь трамвая, який споживав менше енергії.
Тролейбусний рух в світі залишається і надалі пріоритетним напрямком розвитку міського пасажирського транспорту. Чинні тролейбусні системи розширюють і переобладнують, в багатьох містах відкривають нові лінії. Наприклад, нову тролейбусну лінію відкрили в місті Ландскруна (Швеція). В 2011 році в Ер-Ріяді (Саудівська Аравія) запустили тролейбус, пристосований до пустельних умов, для перевезення пасажирів до кампусів Університету короля Сауда. В місті Малатья (Туреччина) в 2014 році запустили нову тролейбусну мережу, оскільки вона значно економніша за трамвайну мережу такої ж пасажиромісткості (>200 пасажирів на одиницю рухомого складу).
Про відкриття нової тролейбусної мережі на 10 маршрутів і 300 одиниць рухомого складу заявили в Римі, який вже має трамвайну мережу і метро. З 1970-х до наших днів кількість тролейбусних мереж в світі зросла з близько 300 до близько 350. Нова лінія швидкісного тролейбуса з автономним живленням (рух із живленням від батарей) повинна відкритись в Ріміні (Італія) в 2019 році. Така ж система функціонуватиме в Вероні до 2021 року.
Міста активно оновлюють рухомий склад, зокрема нові партії тролейбусів поставлено в міста Афіни (Греція), Арнем (Нідерланди), Базель, Берн, Лозанна (Швейцарія), Болонья, Ґенуя, Неаполь (Італія), Бостон, Дейтон, Сан-Франциско, Сіетл (США), Есслінген-ам-Неккар, Золінґен (Німеччина), Ґренобль, Ліон, Сент-Етьєн (Франція), Лінц (Австрія), Сан-Паулу (Бразилія) та ін.

## Інфраструктура та організація руху

### Дорожня мережа
Тролейбус, як і інші автобуси, рухається по автомобільній дорозі з твердим покриттям, що дозволяє використовувати наявну вулично-дорожню мережу міста без переобладнання. Тролейбуси, на відміну від трамваїв, не потребують спеціальної інфраструктури для руху, окрім підвісної контактної мережі. Вони використовують стандартні зупинкові платформи на краю проїзної частини, та користуються виділеними смугами для руху громадського транспорту, згідно з Правилами дорожнього руху.

### Електроживлення
Електроенергія до рухомого складу подається через контактну та кабельну мережу від тягових підстанцій. Контактна мережа тролейбуса розділена на секції, ізольовані одна від одної за допомогою секційних ізоляторів. Кожна секція підключається до однієї або двох (зрідка) тягових підстанцій за допомогою кабельних або повітряних фідерних ліній. Така схема дозволяє вибірково відключити окрему секцію в разі її пошкодження або для проведення ремонтних робіт.
Тягові підстанції здійснюють перетворення змінного струму (в Україні — зазвичай 6 або 10 кВ) який надходить з міської електромережі в постійний, напругою 600 В (або зрідка 750 В, в країнах Європи, Америки). За технічними нормами можуть бути відхилення в межах від 400 до 780 В. У містах, де трамвай співіснує з тролейбусом, ці види транспорту, як правило, мають спільне енергогосподарство.

### Контактна мережа
Контактна мережа тролейбуса дводротова — на відміну від контактної мережі трамвая, де як другий провід використовуються рейки, і як наслідок, значно складніша і важча. Дроти розташовані на відносно невеликій відстані один від одного, і тому повинні бути обов'язково захищені від зближення. Крім цього, вони мають бути ізольовані в місцях перетинань контактних мереж, що вимагає влаштування стрілок і спеціальних перетинів з трамвайною або іншою тролейбусною лінією, і більш ретельного регулювання натягу щоб уникнути захльостування дротів при сильному вітрі. У зв'язку з цим також ускладнено використання як струмоприймача бугеля або пантографа; використовується в основному штанговий струмоприймач. Штанга більш чутлива до дефектів контактної мережі, і хоча самі по собі вони рідко стають причиною пошкодження струмоприймачів, зіскочивши з дроту струмоприймач може пошкодити контактну мережу і прилеглі будівлі. Також причиною сходження штанги може бути занадто малий радіус повороту контактної мережі. За будівельними нормами кут зламу в місцях кріплення проводу до спецчастини не повинен перевищувати 4°. Тому при повороті на кут більше 10-12° встановлюються спеціальні криві тримачі. Крім того, черевик штангового струмоприймача рухається вздовж проводу і не може самостійно змінювати напрямок разом з тролейбусом. Щоб машина пішла в потрібному напрямку, необхідно туди ж направити обидві її штанги, цю функцію і виконує тролейбусна стрілка. У містах, де в трамваях використовується штанговий струмоприймач, тролейбус і трамвай можуть мати спільні для обох видів транспорту ділянки контактної мережі.
|                                                         |
| Тролейбусна стрілка, типова для систем колишнього СРСР. |

|                                                     |
| Швидкісна тролейбусна стрілка з покажчиком напряму. |

| |
| Трамвай та тролейбус у Цинциннаті за тиждень до закриття трамвайної лінії. Використовується спільна контактна мережа. |

| |
| Тролейбус прямує в складі колони на честь 140-річчя громадського транспорту в Брно, використовуючи контактну мережу трамвая, тимчасово переобладнану для руху тролейбусів. |

### Зупинки
Зупинки тролейбуса зазвичай поєднані з автобусними, однак при великому пасажиропотоці вони можуть бути роздільними або навіть багатопозиційними (кожна позиція для свого маршруту). В Україні, на відміну від більшості країн, для позначення зупинки тролейбусу існує спеціальний дорожній знак.
|                                    |
| Стара тролейбусна табличка в Празі |

|                                     |
| Знак 5.43. Місце зупинки тролейбусу |

|                                                                                    |
| зупинка тролейбусу №37 "вул. Братиславська", Київ, засипана снігом 24 березня 2013 |

|                                      |
| Тролейбусна зупинка в Остраві, Чехія |

|                                   |
| Тролейбусна зупинка в Брно, Чехія |

### Тролейбусні підприємства
Зберігання, ремонт і технічне обслуговування рухомого складу здійснюється в тролейбусних депо (парках). У депо можуть бути як відкриті стоянки з розгалуженою контактною мережею, так і закриті бокси. На території тролейбусних депо розміщуються також цехи з обслуговування та ремонту тролейбусів, гаражі для спеціальної техніки, склади для зберігання витратних матеріалів (шин, контактних вставок, мастильних матеріалів тощо) та інструменту, приміщення для фарбування, сушіння, медпункт, диспетчерський пункт, кімнати відпочинку тощо. Існують комбінований трамвайно-тролейбусні або автобусно-тролейбусні депо.
|                                            |
| Новокосінський автобусно-тролейбусний парк |

|  |
|  |

|                                                 |
| Депо в Мериді, Венесуела, що експлуатує дуобуси |

|                                                               |
| Тролейбус Jelcz 120ME в'їжджає на оглядову яму в депо в Гдині |

### Розворотні пункти
Кінцеві пункти тролейбусів мають оборотні кільця. У перших тролейбусних системах на кінцевих пунктах влаштовувалися трикутники (наприклад в Інстербурзі).
Зазвичай є розгалуження контактної мережі для можливості відстою тролейбусів, обгону різних маршрутів. Іноді облаштовуються пункти контролю технічного стану, диспетчерські пункти. У пунктах контролю технічного стану проводиться перш за все перевірка опору ізоляції, стану штанг, гальм та інших вузлів, від яких залежить безпека руху.
|                                                        |
| Музей просто неба Блек Кантрі в Дадлі, Велика Британія |

|                |
| Пльзень, Чехія |

|                |
| Острава, Чехія |

|                   |
| Арнем, Нідерланди |

### Графік і розклад
Рух тролейбусів регламентується графіком. Основні вихідні дані для складання графіка — час обороту по маршруту і кількість машин на маршруті. Час обороту по маршруту залежить від протяжності маршруту, частоти розташування зупинок, перехресть і пішохідних переходів (у тому числі і обладнаних світлофорами), обмежень швидкості на лінії, стану контактної мережі, доріг і рухомого складу, утрудненості руху на вулицях та інших факторів; визначають його дослідним шляхом. В умовах прикріплення водіїв (і кондукторів) до машин необхідно також враховувати гранично допустиму тривалість робочого дня і терміни обідів. Під час обороту включається час (кілька хвилин) для відпочинку водія. Розподіл наявного парку за маршрутами залежить від пасажиропотоків.
На основі загального графіка складаються розклади для кожної окремої машини і іноді для кожної окремої зупинки (Стовповий розклад). У графіках для окремих машин зазвичай вказують не всі зупинки, а кілька ключових пунктів маршруту.
Останнім часом популярний метод складання графіків, званий тактовим графіком. Тактовим називають графік, в якому інтервал є точним дільником години (зазвичай 10, 15, 20 або 30 хвилин, іноді 1:00). Розклад проходження тролейбуса по будь-якій зупинці в такому випадку повторюється кожну годину і легко запам'ятовується, що підвищує привабливість для постійних пасажирів навіть при рідкісному русі.
Водії тролейбусів несуть відповідальність за виконання розкладу. Згідно з правилами технічної експлуатації (ПТЕ) тролейбуса, регулярним вважається такий рух, який виконується відповідно до розкладу або відхиленням від нього:
- +2 хв (запізнення) або −1 хв (випередження) на маршрутах, де інтервал руху більше 3 хвилин;
- ± 1 хв — на маршрутах з інтервалом менше 3 хвилин.

Відстежують виконання графіка і регулярність руху диспетчери. У випадках вимушеного припинення руху на якій-небудь ділянці або збоїв у русі диспетчери оперативно коригують графік, перерозподіляють рухомий склад, забезпечують випуск на лінію резервних тролейбусів. Щоб відстежувати дотримання розкладу в деяких містах використовується супутниковий моніторинг транспорту, що дає можливість використовувати електронні табло на зупинках, висвічуються приблизний час очікування для машини того чи іншого маршруту.

### Швидкість руху
Зазвичай максимальна конструкційна швидкість 60—65 км/год, що відповідає нормам та місцевим законодавствам різних країн Світу. Також можливе створення тролейбусних ліній, що працюють на більшій усталеній швидкості, але основним обмеженням є фізичний фактор: контактна мережа і струмоприймачі. Проблема в тому, що штанговий струмоприймач дуже чутливий до дефектів контактної мережі і дорожнього покриття, а на великих швидкостях на штанговий струмоприймач значну дію спричинює опір повітря. Також ймовірність сходження струмоприймача збільшується при відхиленні тролейбуса від контактної мережі, що дуже сильно обмежує маневровість тролейбуса на великій швидкості. Для досягнення більшої швидкості потрібно застосовувати сучасні елементи кріплення контактної мережі, а також хорошу підвіску контактного дроту, що зумовлює її викривлення або провисання.

### Способи оплати проїзду

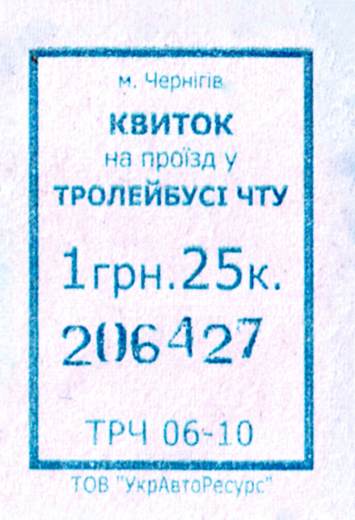
Разовий квиток в Чернігівському тролейбусі (травень 2011 — листопад 2014)

Оплата проїзду в тролейбусі принципово зазвичай не відрізняється від оплати проїзду в інших видах громадського транспорту: автобусі і трамваї. Оплату за проїзд може брати водій або кондуктор. У 1970—1980-х роках в СРСР квитки продавалися в автоматизованих касах в салоні. Пізніше квитки продавалися водієм, а іноді в кіосках на зупинках, і пасажир був зобов'язаний пробити квиток на компостері. Аналогічним чином діє система, в якій замість квитків використовуються безконтактні карти, а замість компостерів — валідатори. Великого поширення набули проїзні квитки, які діють протягом певного часу (зазвичай місяць) на необмежену кількість поїздок. У деяких містах діє автоматизована система контролю проїзду. Ця система передбачає установку турнікета в салоні, що призводить, з одного боку, до зменшення місткості, збільшення часу простою на зупинках, а з іншого — до зменшення кількості безквиткових пасажирів та економії на зарплаті кондуктора. Як один з варіантів вирішення цієї проблеми іноді використовується оплата проїзду при вході в зупинний павільйон — для цього він обладнується турнікетами і спеціальними огорожами.

## Рухомий склад
Крім пасажирських тролейбусів, що складають основну частину парку, у підпорядкуванні тролейбусним управлінням можуть перебувати навчальні, екскурсійні, службові, вантажні тролейбуси, машини обслуговування контактної мережі, тягачі-евакуатори для буксирування несправних або тих що опинилися на знеструмлених ділянках контактної мережі тролейбусів.
Вантажний тролейбус (тролейвоз, тролейтрак, або тролейкар) широко використовувався на зорі розвитку тролейбусного транспорту: наприклад, досить успішними були системи вантажних перевезень Макса Шимана. В Україні він не знайшов широкого поширення у зв'язку з тим, що вартість експлуатації тролейвоза виявилася вищою, ніж вантажівки. В основному, вантажні тролейбуси використовувалися під час Німецько-радянської війни, коли більшість вантажівок було відправлено на фронт. У більшості випадків потрібна наявність систем автономного живлення, зазвичай на основі дизельних генераторів. На сьогодні в більшості своїй збереглися тролейвози переобладнані в тягачі для буксирування несправних тролейбусів або в лабораторії технагляду контактної мережі, а іноді навіть просто у вантажівки.
Серед машин для обслуговування контактної мережі (тролейбуси спеціального призначення) можна відзначити: пересувні лабораторії технагляду, ремонтні вишки і іноді очищувачі ожеледі для боротьби зі зледенінням контактного дроту. Найчастіше для боротьби зі зледенінням просто пускають на лінію на всю ніч кілька тролейбусів з металевими вставками замість графітових.
|                                                                        |
| Тролейбус з відкритим майданчиком призначений для проведення екскурсій |

|                                  |
| Тягач відвозить тролейбус у депо |

|                                            |
| Вишка для обслуговування контактної мережі |

## Устаткування тролейбуса

Основні частини тролейбуса (можуть бути не на всіх моделях): 1 — контактна мережа; 2 — покажчик маршруту; 3 — дзеркала заднього виду; 4 — фари; 5, 7 — двері; 6, 8 — колеса; 9 — молдинги; 10 — штанговловлювач; 11 — трос штанговловлювача; 12 — башмак струмоприймача; 13 — штанги; 14 — кронштейн фіксації штанги (ліра); 15 — зовнішнє електрообладнання; 16 — інвентарний номер тролейбуса.

Тролейбус за конструкцією близький до автобуса. Багато закордонних і вітчизняні виробники (наприклад, Škoda) будують тролейбуси на платформі серійних автобусів. Іноді старі автобуси переробляли в тролейбуси за умови, що стан кузова дозволяв подальшу його експлуатацію. Таку модернізацію робили у Польщі та Угорщині.
Тим не менш, конструкція тролейбуса має істотні відмінності. Вся ходова частина, тягова передача і частково органи управління схожі з обладнанням автобусів. А тяговий електродвигун, система електричного управління та електроапаратура мають багато спільного з електрообладнанням рухомого складу електричних залізниць.
Основними елементами тролейбуса можна вважати:
- кузов (з рамою або тримальний);
- тяговий електродвигун;
- ходова частина
  - рама (якщо є),
  - передній міст,
  - задній міст,
  - ступиці з колесами,
  - підвіска та амортизатори;
- рульове управління;
- гальмівне обладнання;
- пневматичне обладнання;
- пускорегулююча апаратура;
- допоміжне електричне обладнання.

### Шасі й компонування

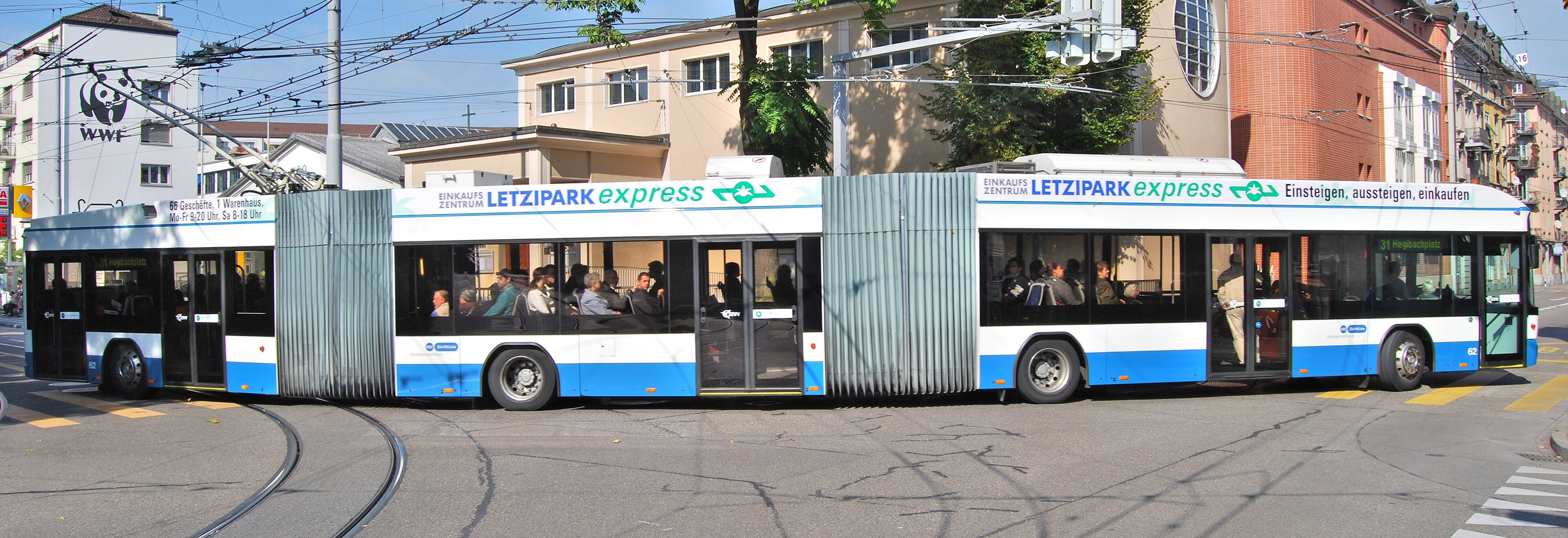
Трьохсекційний зчленований тролейбус Hess lighTram 3 у Цюриху

Шасі може мати рамну або безрамну конструкцію. При використанні рамної конструкції вузли, агрегати і кузов кріпляться до рами, яка сприймає динамічні навантаження і забезпечує міцність конструкції. В безрамній конструкції вузли кріпляться безпосередньо до кузова, для чого в кузові зроблені відповідні посадкові місця, а всі навантаження розподіляються між елементами кузова.

#### Кузов
Як і кузов автобуса, кузов тролейбуса по компоновці може бути однооб'ємними або зчленованим, одно-та двоповерховою. Є окремі випадки компонування у вигляді сідлового тягача з пасажирським напівпричепом.
За рівнем підлоги тролейбуси бувають високопідлоговими, напівнизькопідлоговими і низькопідлоговими. Основна перевага низькопідлогових тролейбусів в зручності і швидкості посадки і висадки пасажирів (включаючи навантаження і вивантаження багажу). В низькопідлоговий тролейбус набагато зручніше внести великогабаритний багаж, а також дитячі візки, велосипеди, простіша посадка для літніх людей. Часто низькопідлогові тролейбуси обладнають висувним пандусом для інвалідів у візках. Основний недолік низькопідлогового кузова — в певному зменшенні місткості, оскільки колісні арки займають більше місця в салоні і розмістити на них сидіння набагато складніше. Крім того, напівнизькопідлогові тролейбуси мають або сходинку в салоні, або похилу підлогу, незручну для стоячих пасажирів. В цілому, однак, низькопідлоговий тролейбус виходить більш містким, ніж низькопідлоговий автобус
, тому що значну частину електрообладнання тролейбуса можна розмістити на даху (що дозволяє також знизити рівень шуму в салоні від системи управління), а тяговий електродвигун займає зовсім небагато місця, у порівнянні з двигуном автобуса.
Для входу та виходу пасажирів у кузові є дверні портали (на вітчизняних тролейбусах тільки по правому борту). Кількість дверних порталів може бути від одного (наприклад в деяких примірниках тролейбуса ЯТБ-3) до п'яти (в зчленованих тролейбусах). Двері можуть бути ширмового, поворотно-зсувними, зсувними або притульно-зсувними. Перевага поворотно-зсувних дверей в тому, що вони легко закриваються навіть у переповненому тролейбусі. Притульно-зсувні двері забезпечують найбільшу серед описаних конструкцій герметичність, забезпечуючи захист від протягів та бризок. Привід дверей може бути пневматичним або електричним.
Стулки дверей виконуються з металу і обов'язково оснащуються гумовими ущільненнями, що запобігають проникнення вологи, снігу та пилу в пасажирське приміщення.
Варто також відзначити, що у Великій Британії деякі двоповерхові тролейбуси не мали дверей. Вхід і вихід здійснювався через відкриту площадку, аналогічно тому, як це було зроблено в автобусах Рутмастер.
Двері сучасних тролейбусів оснащуються функцією протизащемлення пасажирів, системою аварійного відкривання дверей зовні і зсередини тролейбуса, а також сигналізацією вимоги пасажирів про необхідність їх відкривання (зв'язок з водієм).

#### Салон
Пасажирський салон — це простір, призначений для пасажирів, за винятком будь-якого простору, в якому розташовані закріплені елементи обладнання, такі як буфети, кухні або туалети.
Салон тролейбуса може бути призначений
- Для перевезення пасажирів, які стоять, що забезпечує можливість пасажирообміну;
- Для перевезення, головним чином, пасажирів, які сидять, також передбачатися перевезення стоячих пасажирів, що знаходяться в проходах та/або зонах, які не перевершують за своєю площею простору, необхідного для розміщення двох подвійних сидінь (найбільш поширений в Україні);
- Виключно для перевезення сидячих пасажирів (міжміські лінії).

Пасажирські сидіння можуть бути як спільного, так і роздільного типу. Кріплення сидінь, в сучасних тролейбусах, зазвичай консольне, що забезпечує можливість механічного прибирання салону.
В середньому одне сидяче місце займає стільки ж простору, скільки три стоячих. Тому в тролейбусах іноді встановлюються відкидні сидіння, що дозволяють заощаджувати місце в години пік. Для пасажирів, які стоять, в цілях безпеки, по обидва боки дверей і вздовж всієї або більшої частини салону передбачаються металеві поручні, хромовані, фарбовані або покриті пластиком. Верхні горизонтальні поручні оснащені шкіряними або пластиковими ручками. Кінці вертикальних поручнів закріплені в підлозі і на стелі прямо або через горизонтальні поручні.
Перед дверима влаштовуються накопичувальні майданчики, на яких розташовуються пасажири, які щойно ввійшли до салону або готуються до висадки. Також на них зазвичай розташовуються пасажири з великогабаритними вантажами, наприклад з дитячими візками.
Для зручності посадки і висадки пасажирів біля основи дверей зроблені підніжки (у низькопідлогових тролейбусах відсутні), приховані при закритих дверях. Висота дверного отвору звичайно становить не менше двох метрів. Підніжки виготовляються з металу і покриваються гумою, а краї підніжок окантовані гумовими стрічками — це захищає пасажирів від можливого впливу струмів витоку. У темний час доби підніжки повинні освітлюватися.
|                                         |
| В кабіні водія тролейбуса ElectroLAZ-12 |

|                                 |
| У салоні тролейбуса Škoda 22TrG |

|                                       |
| У салоні тролейбуса Irisbus Cristalis |

|                                                                |
| Задня накопичувальна площадка тролейбуса Solaris Trollino 18AC |

#### Номерний знак і маршрутовказівники
У багатьох країнах, у тому числі в Україні, тролейбус не має номерного знака, є лише бортовий номер, нанесений на кузові й інколи на склі. Також пасажирський тролейбус повинен мати маршрутовказівник, на якому позначається номер маршруту, початкова, кінцева і, якщо можливо, проміжні зупинки. Маршрутний покажчик розташовують у спеціальних нішах або тримачах і як правило з усіх сторін. Маршрутовказівники бувають у вигляді набору з перекидними трафаретами для всіх маршрутів, або електронні (наприклад фірми BUSE) з блінкерними рефлекторами, або світлодіодною матрицею.

### Ходова частина і трансмісія

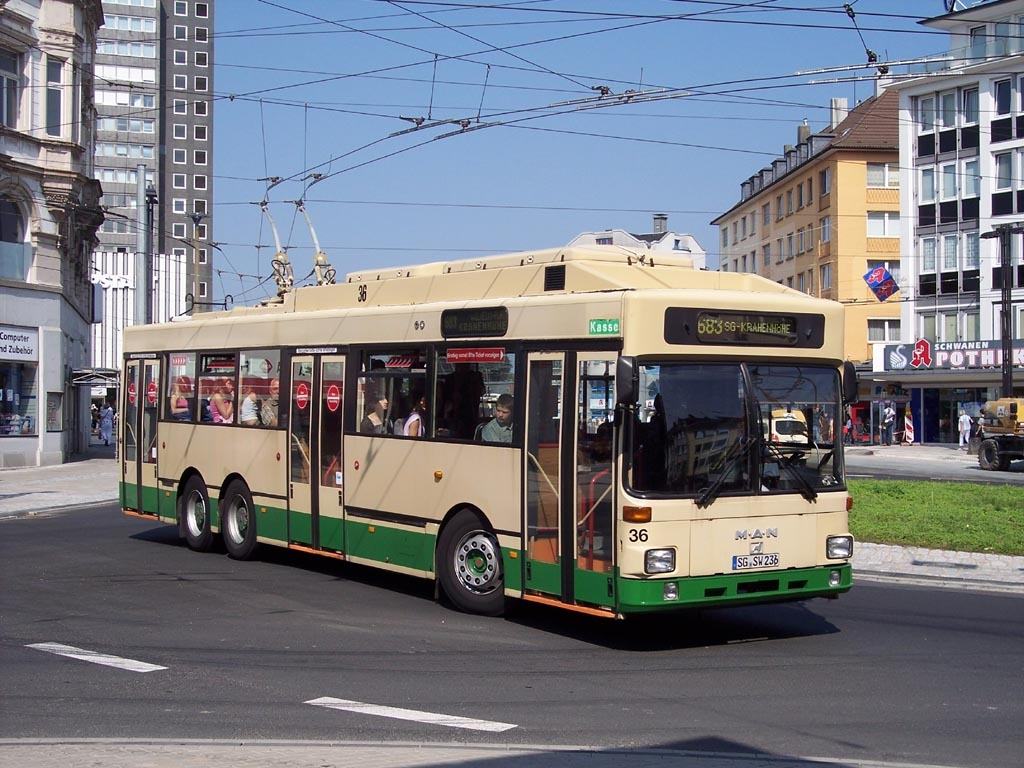
У цього тролейбуса MAN SL 172 HO тролейбусної мережі Золінгену здвоєна задня вісь

Колеса, півосі, елементи гальмівних механізмів і підвіски зібрані в окремий конструктивний вузол — міст. На спеціальних опорах обох мостів встановлюються маточини з колесами, що передають його навантаження на дорогу. Міст шарнірно з'єднується з кузовом за допомогою ресорної чи іншої підвіски, а також передає навантаження своєї частини (передньої чи задньої) тролейбуса на дорогу через колеса. Передній і задній мости істотно різняться за конструкцією, оскільки, окрім загальних функцій, вони виконують свої специфічні завдання.
Передній міст є менш масивним і складним за влаштуванням. Він містить в собі механізм повороту коліс.
 Задній міст, зазвичай ведучий (забезпечує реалізацію сили тяги), складається з півосей, диференціала і іноді колісних редукторів; все це вкладено в корпус, який утворює балку заднього моста. Іноді задній міст може бути здвоєним, в цьому випадку задні колеса часто мають додатковий механізм повороту для поліпшення маневровості.
Також слід відзначити таку конструкцію ведучого моста, як портальний міст. На відміну від звичайного, він має колісні редуктори, що дозволяє розмістити його нижче або вище осі коліс. Для міського транспорту актуально розташування моста нижче осі коліс, що дозволяє значно знизити рівень підлоги в районі ведучого моста. Крім того, його півосі зазвичай мають різну довжину, що дозволяє винести карданний вал і двигун вбік від середини салону, а значить — позбутися підвищення рівня підлоги в задній його частині.
Підвіска пом'якшує і поглинає удари і поштовхи, що виникають при коченні колеса по поверхні дороги. Раніше застосовувалася повністю ресорна підвіска, але на сучасних тролейбусах застосовується підвіска з пневматичними пружними елементами (мембранними або сильфонними «пневмоподушками»). Пневмопідвіска дозволяє досягти більшої плавності ходу, підтримувати незмінний дорожній просвіт при зміні навантаження, а в сучасних моделях — також управляти дорожнім просвітом з місця водія, дозволяючи зменшувати його нахиляючи кузов на зупинці для зручності посадки і висадки пасажирів. Проте в підвісці тролейбуса можуть одночасно з пневмоподушками використовуватися і листові ресори, які відіграють допоміжну роль (як це зроблено в тролейбусі ЗіУ-682): ресори сприймають зусилля, що виникають при рушанні і гальмуванні, в той час як поштовхи від нерівностей дороги пом'якшуються пневмоподушками. Коливання кузова, що виникають при русі по нерівностях дороги, гасять амортизатори.
Застосування електродвигуна усуває необхідність використання коробки передач. Тяговий електродвигун зазвичай розташовується поблизу ведучого моста, в результаті чого тролейбусна трансмісія виходить конструктивно більш проста, ніж автобусна. Вона містить карданний вал, редуктор ведучого моста з диференціалом, і — колісні редуктори. Існують тролейбуси з незалежним приводом коліс, або навіть з мотор-колесами, що дозволяє обійтися без диференціала.
Найбільш поширеними є такі види тягових передач :
1. Тягова передача має один ТЕД, розташований попереду ведучого моста (найбільш поширена схема).
2. Тягова передача має один ТЕД, розташований позаду ведучого моста (мінімальна протяжність електропроводки, краще ізоляція, менше витік струму).
3. Тягова передача має два ТЕД, розташованих попереду ведучого моста, обертальний момент від кожного ТЕД передається своєму ведучому колесу (відсутність диференціала, тягові властивості використовуються більш повно).

### Електроустаткування

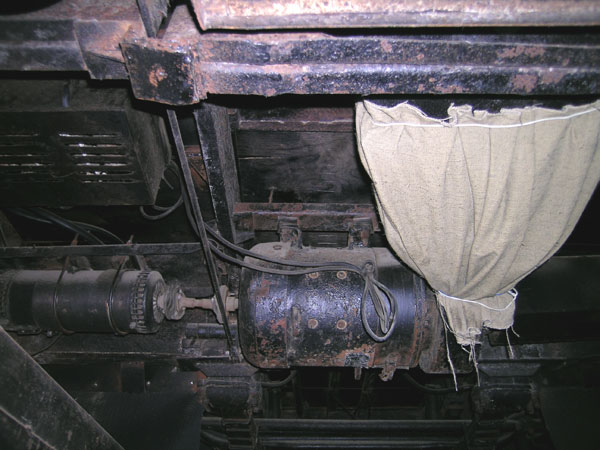
Мотор-генератор тролейбуса ЗіУ-5

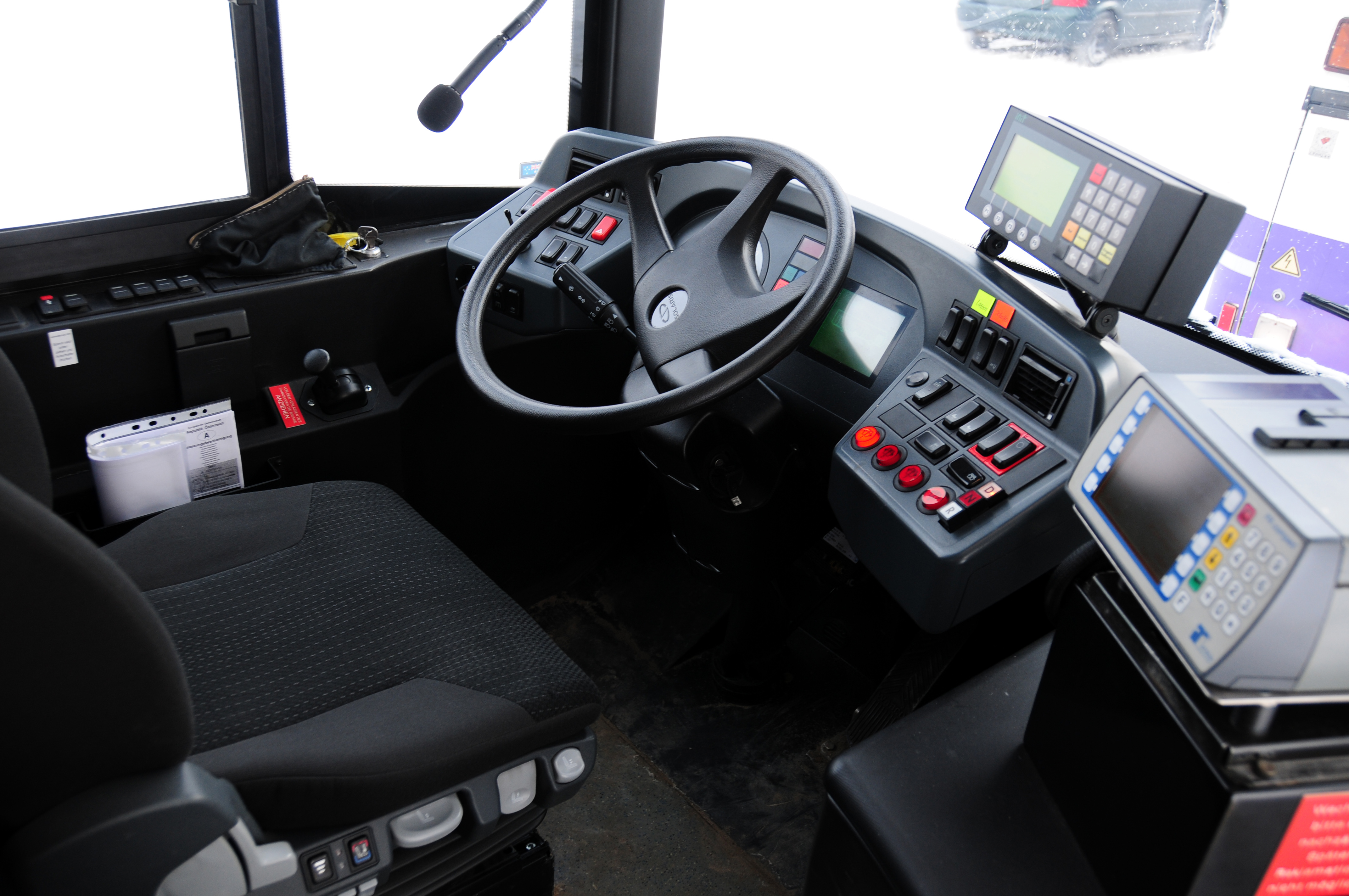
Бортовий комп'ютер встановлюється на сучасні тролейбуси — такі, як Solaris Trollino 18

Електричну схему тролейбуса умовно ділять на високовольтне (600 В) і низьковольтне (24 В) кола. Високовольтні отримують напругу від контактної мережі за допомогою струмоприймачів. Безпосередньо за струмоприймачами включається радіореактор (так званий «будиночок») — електричний фільтр, що запобігає потраплянню перешкод з контактної мережі в кола тролейбуса (що може привести до збоїв в роботі систем управління) і назад (для запобігання перешкод радіотрансляції). Від перевантажень і коротких замикань високовольтні ланцюги захищають за допомогою плавких вставок та автоматичних вимикачів. У мережу високої напруги включаються:
- Силове коло: включений через систему керування тяговий електродвигун;
- Пристрій автономного живлення для руху тролейбуса при опущених струмоприймачах і при відсутності напруги в контактній мережі;
- Мотор-компресор для роботи пневматичних приводів;
- Мотор-вентилятори для охолодження електричних приладів, які розсіюють велику потужність (пускогальмівних реостатів, тягового двигуна і т. д.);
- Пристрої опалення та кондиціювання пасажирського салону і кабіни водія;
- Перетворювачі напруги для живлення низьковольтних ланцюгів, а також (при необхідності) — ланцюгів змінного струму 220/380 В 50 Гц [43].

Низьковольтні ланцюги в сучасних тролейбусах мають гальванічну розв'язку від високовольтних, і призначені для безпечного живлення пристроїв, які споживають невелику потужність, тобто:
- Приводи допоміжних механізмів (відкривання дверей, склоочисники і т. д.);
- Зовнішнє і внутрішнє освітлення;
- Світлова та звукова сигналізація;
- Контрольно-вимірювальна і керуюча апаратура (керуючі кола системи управління двигуном, бортовий комп'ютер);
- Засоби зв'язку та навігації.

Для живлення низьковольтних ланцюгів за відсутності високої напруги (при опущених струмоприймачах або при відсутності напруги в контактній мережі) є акумуляторна батарея. Акумуляторні батареї розміщуються відокремлено від пасажирського салону і добре вентилюються зовнішнім повітрям.
Панель приладів зазвичай містить, принаймні:
- Індикатор напруги в контактній мережі;
- Індикатор відсутності напруги в контактній мережі;
- Індикатор стану головного автоматичного вимикача напруги контактної мережі;
- Вольтметр низької напруги;

#### Тяговий електродвигун

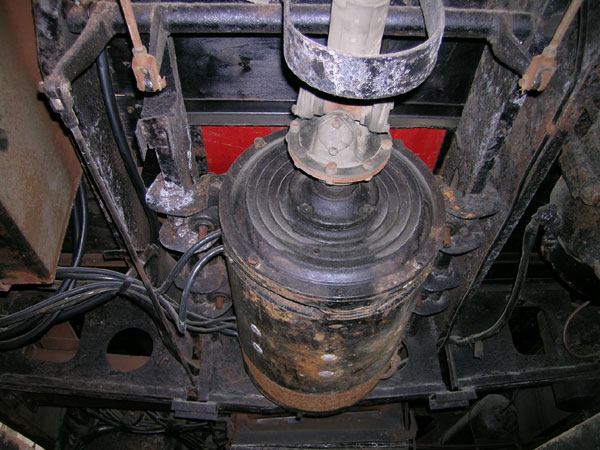
Тяговий електродвигун ДК-207а тролейбуса ЗіУ-5

Тяговий електродвигун (або електродвигуни, якщо їх декілька) приводить тролейбус до руху за допомогою передачі створюваного ним обертаючого моменту через спеціальні механізми (тягова передача) ведучім колесам, а також використовується в процесі електродинамічного або рекуперативного гальмування. З моменту появи тролейбусів види ТЕД змінювалися, і можна виділити наступні фази їх розвитку:
- Низькообертовий ТЕД постійного струму послідовного збудження — такі електромотори встановлювалися на найперших тролейбусах.
- Швидкохідний ТЕД постійного струму змішаного збудження — в СРСР з'явилися в 1945 р. на тролейбусі МТБ-82 і відтоді є основним типом ТЕД тролейбусів в Україні аж до кінця XX ст. Його перевагами є порівняно прості конструкція і керування, поєднання в одному пристрої вигод від послідовного і паралельного збудження двигуна.
- Асинхронний ТЕД — застосовується в усіх новітніх моделях тролейбусів. Головними перевагами асинхронного ТЕД є простота конструкції і малі габарити. Через відсутність щитково-колекторного вузла, асинхронний двигун вільний від таких недоліків колекторних двигунів як знос щіток і елементів колектора через взаємне тертя, іскріння і підгорання при поганому їхньому контакті, необхідності постійного спостереження за їх станом. З іншого боку, асинхронний ТЕД для своєї роботи вимагає змінного трифазного струму, який отримується в керуючому блоці потужнострумової електроніки при перетворенні постійної напруги контактної мережі.

#### Система керування двигуном
Пристрій регулювання струму через ТЕД називається системою керування. Системи керування (СК) поділяються на такі види:
- У простому випадку регулювання струму через двигун здійснюється за допомогою потужних резисторів, які підключають послідовно з двигуном дискретно. Така система керування буває трьох типів:
  - Безпосередня система керування (БСК) — історично перший вид СК на тролейбусах. Водій за допомогою важелів або валів, з'єднаних з контактами, безпосередньо комутує опір в електричних колах ротора й обмоток ТЕД.
  -  Непряма неавтоматична реостатно-контакторна система керування (РКСК) — в цій системі водій за допомогою педалі контролера здійснює комутацію низьковольтних електричних сигналів, якими керуються високовольтні контактори. Така система застосовувалася, наприклад, на тролейбусі МТБ-82.
  -  Непряма автоматична РКСК — в ній замиканням і розмиканням контакторів управляє спеціальний серводвигун. Динаміка розгону та гальмування визначається заздалегідь заданою часовою послідовністю в конструкції РКСК. Вузол комутації силового кола в зборі з пристроєм-посередником інакше називається контролером. Дана СК ще застосовується в багатьох серійних тролейбусах.
- Тиристорно-імпульсна система керування (ТІСК) — СК на базі потужнострумових тиристорів, в якій необхідний за величиною струм створюється не комутацією опорів в ланцюзі двигуна, а за допомогою формування часової послідовності струмових імпульсів заданої частоти. Змінюючи ці параметри, можна змінювати середній струм що протікає через ТЕД, а отже і керувати його обертами. Перевагою перед РКСК є більший коефіцієнт корисної дії, оскільки в ній зведені до мінімуму теплові втрати в пускових опорах силового кола, але гальмування ця СК забезпечує, як правило, тільки електродинамічне.
- Електронна система управління (транзисторна СК) — одне з найекономніших за витратою електроенергії і найдосконаліше рішення для застосування різних типів двигунів.

#### Системи автономного живлення

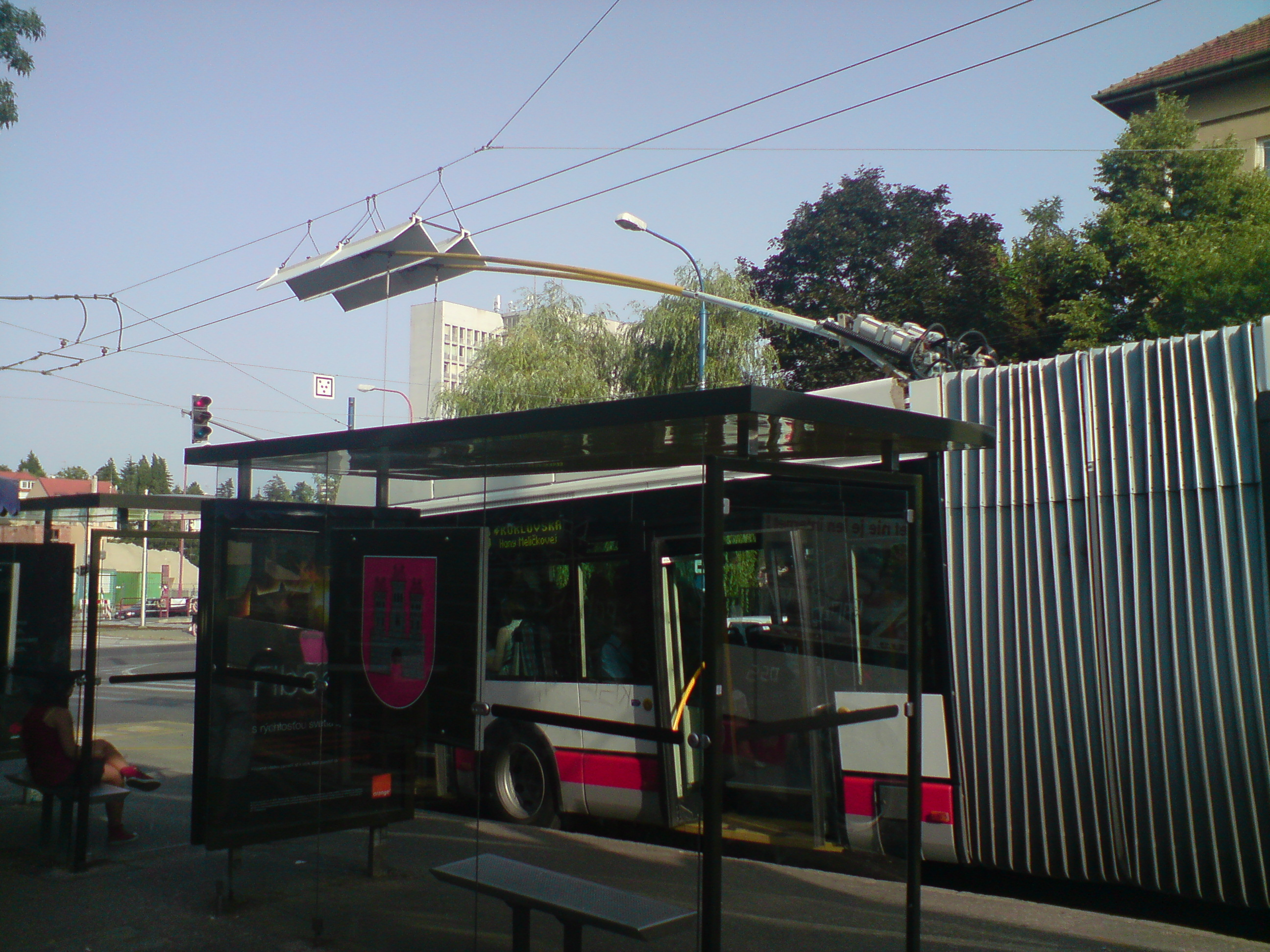
«Пастка» для струмоприймачів.

Тролейбус може оснащуватися системою автономного живлення, яка дозволяє постачати електроенергію двигун тролейбуса у разі, якщо з якихось причин тролейбус не має доступу до контактної мережі або в ній відсутня напруга. Як джерело електроенергії може використовуватися накопичувач на акумуляторах або суперконденсаторах, або генератор, що працює від двигуна внутрішнього згоряння. У місцях, де тролейбуси після руху на автономному живленні приєднуються до контактної мережі можуть бути встановлені спеціальні пастки, що спрощують установку струмоприймачів на дроти контактної мережі, дозволяючи робити це за допомогою дистанційного керування з кабіни водія.
Тролейбуси з автономним живленням (батарейні тролейбуси) використовуються в Україні з 2017 року саме як продовжені маршрути. Першим містом з такими батарейними тролейбусами стало місто Дніпро (тролейбуси працюють на  маршруті № 6). У 2022 році тролейбуси з акумуляторними батареями використовуються також у Харкові, Сумах, Вінниці, Хмельницькому, Луцьку, Чернівцях, Кропивницькому, Запоріжжі, Кременчуці, Рівному тощо. Найбільш поширені марки та моделі тролейбусів з акумуляторними батареями в Україні:
- Дніпро Т203 (в кузові МАЗ 203) — Дніпро, Запоріжжя, Рівне, Чернівці;
- PTS (в кузові МАЗ 203) — Харків, Вінниця;
- Богдан Т70117 — Хмельницький, Луцьк, Суми.

#### Допоміжна електроапаратура
Допоміжна електрична апаратура вмикає і вимикає електродвигуни компресорів і вентиляторів, акумуляторні батареї, реле та регулятори, необхідні для забезпечення правильної їх роботи, кола освітлення, опалення, сигналізації, електронні маршрутовказівники, бортовий комп'ютер, системи зв'язку і навігації тощо. В тролейбусах більшість допоміжних пристроїв (за винятком приладів, які споживають велику кількість електроенергії, таких як опалювачі, компресори і т. д.) живляться від окремого низьковольтного джерела (24 В), гальванічно розв'язаного від високовольтних кіл. Отримання низької напруги з напруги контактної мережі забезпечується за допомогою мотор-генератора, або статичного перетворювача. У разі відсутності високої напруги (при зриві штанг, падінні напруги в контактній мережі або на стоянці) низьковольтне електрообладнання отримує живлення від акумуляторів.
У ранніх конструкціях тролейбусів (наприклад, МТБ-82) гальванічна розв'язка низьковольтного обладнання від високовольтних кіл була відсутня, низьковольтні споживачі підключалися або послідовно, або через баластні опори. Недоліками такої схеми є небезпека ураження електричним струмом, підвищена витрата електроенергії, яка розсіюється на баластних опорах, нестабільність низької напруги і проникнення перешкод в низьковольтні кола.

#### Електробезпека
Забезпечення електричної безпеки є найважливішим завданням при проектуванні електрообладнання тролейбуса. У зв'язку з низькою провідністю шин і дорожнього покриття, між кузовом тролейбуса і землею при витоку струму на кузов може виникнути небезпечна для людини різниця потенціалів. Це особливо небезпечно при посадці і висадці пасажирів, оскільки при цьому ноги людини виявляються на землі, а рука тримається за поручень тролейбуса. Також струми витоку небезпечні для обслуговчого персоналу, особливо в мийних цехах. Тому висуваються дуже жорсткі вимоги до проектування, виробництва та утримання тролейбусів. Зокрема ізоляція електроустаткування від кузова тролейбуса повинна бути подвійною (II клас захисту від ураження електричним струмом). Ізолятори повинні зберігати свої властивості в умовах забруднення і попадання вологи (IP-клас 54, або навіть 57). Тяговий двигун повинен бути відділений від карданного валу ізолюючою текстолітовою шайбою. Така ж шайба повинна бути в з'єднанні карданного валу з ведучим мостом. Поручні і сходинки посадкових майданчиків також ізолюють від кузова. У деяких країнах для тролейбусів використовуються спеціальні електропровідні шини.
В процесі експлуатації тролейбуса потрібно щодня продувати стисненим повітрям і протирати сухою ганчіркою опорні ізолятори електрообладнання та вимірювати струми витоку на кузов тролейбуса. Забороняється експлуатація тролейбуса, якщо струми витоку на кузов перевищують 3 мА.
Зазвичай велика частина силового електрообладнання тролейбуса розташовувалася під підлогою, окрім гальмівних реостатів які розміщуються в спеціальному перфорованому ящику на даху для кращого розсіювання енергії у вигляді тепла. Крім усього іншого, таке компонування електрообладнання дозволяє знизити рівень підлоги в тролейбусі, а також сприяє кращому його охолодженню і зниженню шуму.
| |
| Електроізоляція підніжок, дверей та поручнів дозволяє убезпечити пасажирів від ударів струмом при посадці і висадці |

|                                                                                               |
| На даху електрообладнання тролейбуса краще захищена від забруднення та води, ніж під підлогою |

|                                                                                               |
| Гумометалеві стрічки, які торкаються поверхні дороги — частина системи контролю витоку струму |

### Струмоприймачі
В сучасних тролейбусах встановлюється по два струмоприймача штангового типу, розташованих на даху тролейбуса на спеціальному постаменті. На початку тролейбусобудівництва було випробувано безліч інших рішень. У першому тролейбусі Сіменса як струмознімач використовувався візок який приводився в рух за допомогою допоміжного двигуна і поєднувався гнучким дротом з тролейбусом. Але ця система не прижилася, по-перше, тому що вимагала близького розташування проводів, що нерідко призводило до коротких замикань у вітряну погоду, а, по-друге, візок складно було встановлювати на місце при сходженні з дротів. Тим не менш, було випробувано безліч подібних систем, але всі вони, зрештою, вийшли з ужитку.  
Існували схеми струмоприймачів з одною штангою (такі тролейбуси експлуатувалися до 1957 року в місті Еберсвальде), проте і вони не отримали широкого поширення через недостатню надійність. На перших штангових струмоприймачах струмознімання здійснювався за допомогою ролика, але незабаром від ролика відмовилися через погане струмознімання і швидкий зніс. Ролик був замінений так званим черевиком з мідно-графітовими вставками. Така схема майже без зміни застосовується досі.
Як самі штанги, так і контактні черевики закріплені з використанням шарнірів, що дозволяє тролейбусу відхилятися від контактної мережі (наприклад, при об'їзді перешкоди або при підході до зупинки). Штанги механічно не зв'язані одна з одною, встановлюються і опускаються вони також незалежно. Для притиснення струмоприймача до контактного проводу біля основи штанги встановлені пружинні підйомні механізми з обмежувачами підйому штанг. Тут же можуть бути розташовані гідравлічні або пневматичні штанговловлювачі. Штанговловлювачі потрібні для автоматичного опускання штанг в разі їх сходження з метою запобігання коротких замикань та пошкодження контактної мережі. Застосовуються також механічні та електричні штанговловлювачі, які зазвичай розташовані в задній частині тролейбуса і з'єднуються зі штангами тонкими тросами. У разі якщо штанговловлювачів немає, троси прикріплюються до кілець, які можуть вільно переміщатися по штангах. Установлення і зняття штанг зазвичай проводиться рукопаш водієм. У разі застосування електричних, гідравлічних або пневматичних штанговловлювачів штанги можуть опускатися дистанційно, за командою з кабіни водія. Проте установка все одно проводиться руками. В деяких тролейбусних господарствах, що використовують дуобуси, для вирішення цієї проблеми використовують спеціальні пастки, що дозволяють частково автоматизувати підйом штанг, але їх неможливо встановити на всьому протязі контактної мережі.
Зазвичай в безпосередній близькості від струмоприймачів розташовують радіореактор, який покликаний поглинати радіоперешкоди, створювані двигуном і системою керування, яка іноді теж розташовується на даху. Для обслуговування електрообладнання та штанг в більшості випадків є сходи — в задній частині або праворуч біля однієї з дверей. Дах зазвичай покривається гумовим ізоляційним покриттям для безпеки обслуговуючого персоналу.
|                                                                   |
| Штанги на шарнірах з пружинами і пневматичними штанговловлювачами |

|                         |
| Черевики струмознімачів |

|                                                |
| Тролейбус з одного штангою в місті Еберсвальде |

|                                            |
| Рання конструкція штангового струмознімача |

### Гальмівна система
Тролейбуси зазвичай оснащуються трьома типами гальм:
- пневматичним (робочим),
- електродинамічним (допоміжним),
- механічним стоянковим (має пневматичний, механічний або електричний привід).

При електродинамічному гальмуванні енергія розсіюється на реостатах, або, при використанні систем рекуперації, повертається в контактну мережу. У міру уповільнення електродинамічні гальма втрачають свою ефективність і в дію вступають колодкові пневматичні гальма. Після повної зупинки тролейбус фіксується на місці стоянковим гальмом. В екстрених випадках ці гальма можуть працювати спільно.
Існує можливість гальмування включенням заднього ходу, однак гальмування таким способом звичайно заборонено, тому що це може привезти до перевантаження і виходу з ладу двигуна і системи управління або навіть призвести до пошкодження карданного валу.
Також сучасні тролейбуси оснащуються зупинною гальмівною системою, що забезпечує автоматичне блокування руху тролейбуса при відкритих пасажирських дверях.

### Пневмообладнання
Для роботи пневмообладнання стиснене повітря виробляється компресором. На відміну від автобуса, де компресор приводиться в рух безпосередньо від двигуна, в тролейбусі компресор має власний електропривід, який працює в повторно-короткочасному режимі і живиться струмом від контактної мережі. Привід компресора від тягового електродвигуна неможливий, оскільки при цьому після тривалої стоянки довелося б якийсь час рухатися на зниженому тиску для набору тиску в пневмосистемі, що неприпустимо. Для зберігання стисненого повітря є резервуари. Обов'язкова наявність регулятора тиску, запобіжного клапана та системи очищення повітря. Від стисненого повітря працюють гальма, іноді підсилювач керма, механізми відкриття-закриття дверей, склоочисники (наприклад, на МТБ-82). Також стиснене повітря забезпечує роботу пневмопідвіски. Пневмообладнання розташовується під кузовом і всередині його.

### Гідравлічні приводи
Так само, як і для компресора пневмосистеми, для насоса гідравлічних приводів потрібен власний електропривід. Застосування гідравлічних приводів у тролейбусі обмежене в основному підсилювачем керма і, іноді, штанговловлювачами.

### Опалення та вентиляція
Вентиляція в тролейбусах буває природна і примусова. Природна здійснюється через кватирки вікон і розташовані на даху люки. Для штучної вентиляції застосовуються приточні вентилятори або вентилятори електрокалориферів (в режимі вентиляції). В сучасних тролейбусах встановлюються також системи кондиціонування.
У багатьох тролейбусах з РКСУ для опалення салону використовувалося тепло, яке у великій кількості виділяється на пускогальмівних реостатах. Така конструкція вимагала розміщення реостатів під підлогою тролейбуса з усіма притаманними такій системі недоліками. У разі розміщення електроустаткування на даху, а також при використанні тиристорної або транзисторної системи керування опалення салону здійснюється електрообігрівачами, встановленими в салоні та кабіні водія. Оскільки всі системи тролейбуса (системи опалення, вентиляції і кондиціонування в тому числі) живляться від контактної мережі, в тролейбусі практично відсутні властиві автобусу обмеження на електричну потужність систем опалення, вентиляції та кондиціонування зокрема. В автобусі електрична потужність цих же систем завжди обмежена потужністю автобусного електрогенератора, тому опалення здійснюється від тепла двигуна, або від печі, що працює на рідкому або газоподібному паливі, а кондиціонер часто має прямий механічний привід від двигуна.

## Порівняння з іншими видами транспорту
Тролейбус має ряд як переваг, так і недоліків в порівнянні з іншими видами міського громадського транспорту.

### Переваги

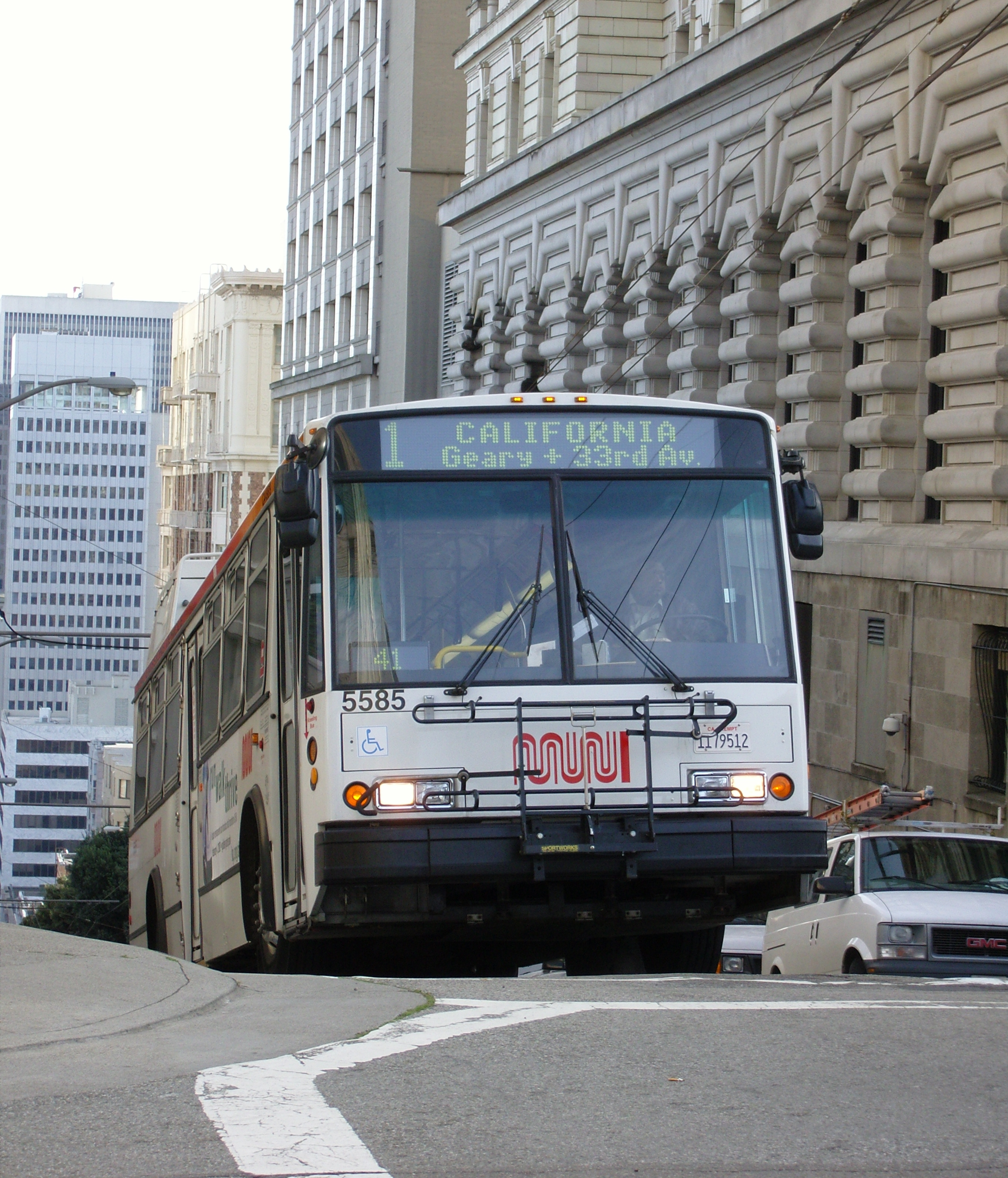
Тролейбус в районі Ноб-Хілл, Сан-Франциско

#### У порівнянні з трамваєм
- Тролейбус використовує те ж дорожнє полотно, що і автомобільний транспорт, в той час як рух по трамвайних коліях може бути ускладненим або навіть повністю забороненим. В результаті економиться міський простір і значно знижуються капітальні витрати на будівництво тролейбусної лінії.
- Тролейбус може відхилятися від осі контактної мережі на відстань до 4,5 м[34], іноді навіть більше, завдяки чому порівняно легко маневрує в транспортному потоці і не має проблем з об'їздом перешкод на зразок неправильно припаркованого або несправного автомобіля, і навіть іншого тролейбуса — за умови, що в останнього опущені обидві штанги.
- Гумові шини тролейбуса мають краще зчеплення з дорогою, ніж металеві колеса трамвая, що дозволяє експлуатувати його на трасах з великими ухилами (до 8—12 %).
- Тролейбус звичайно використовує спільні з автобусами зупинки, розташовані на тротуарі. Зупинки трамвая на суміщеному полотні розташовані в глибині дороги і вимагають виходу пасажирів на проїжджу частину[34].
- Тролейбус може проходити по кривим меншого радіуса, ніж трамвайний вагон[34].
- Тролейбус має дводротову систему електропостачання, яка не призводить до появи блукаючих струмів, які різко скорочують термін служби підземних металевих споруд[34].

#### У порівнянні з автобусом
- Тролейбуси не забруднюють повітря в місті вихлопними газами.
- Термін служби рухомого складу тролейбуса більше, ніж термін служби автобуса.
- Витрати на обслуговування тролейбусного парку нижче, ніж на обслуговування автобусного парку при великій кількості рухомого складу.
- Собівартість перевезень тролейбусним транспортом нижче, ніж автобусним, при великих об'ємах руху[34].
- При експлуатації на гірських трасах тролейбус не вимагає установки ретардера, оскільки його роль виконує тяговий двигун.
- Двигун тролейбуса допускає досить значні за величиною короткочасні перевантаження. Електродвигун може розвивати повну потужність у всьому діапазоні швидкостей, що також важливо при експлуатації в гористій місцевості.
- Сучасні тролейбуси зазвичай мають систему рекуперації енергії, що забезпечує економію електроенергії.
- Тяговий електродвигун більш надійний, ніж двигун внутрішнього згоряння[34].
- Сучасний тролейбус значно менш шумний, ніж автобус. Основними джерелами шуму в тролейбусах є компресор, системи опалення та кондиціонування, а в деяких моделях — ще й головний редуктор, мотор-генератор та системи управління двигуном. В сучасних тролейбусах ці шуми або усунені, або значно знижені.
- Тролейбус використовує електричну енергію, що виробляється на електростанціях, ККД яких вище, ніж у двигуна автобуса[34]. Причому джерелом електроенергії для тролейбуса може служити будь-яка доступна електростанція.
- Місткість низькопідлогового тролейбуса зазвичай більше, ніж у низькопідлогового автобуса[37], оскільки не потрібно місця для розміщення паливних баків, двигун та агрегати трансмісії тролейбуса набагато компактніші, а частину електроустаткування можна розмістити на даху.

### Недоліки
- Початкові витрати на розгортання тролейбусної системи вищі, ніж для автобусної, оскільки вимагають будівництва тягових підстанцій та контактної мережі[34].
- Провізна здатність тролейбуса не перевищує автобусну і є нижчою, ніж у трамвая[34].
- Тролейбус більш чутливий до стану дорожнього покриття та контактної мережі[48]. При необхідності проїхати пошкоджену ділянку дороги він має значно знижувати швидкість, щоб уникнути сходу штанг з дротів контактної мережі.
- Тролейбусна мережа відрізняється порівняно низькою гнучкістю через прив'язку до контактної мережі[34]. Тим не менш, застосування систем автономного живлення вирішує цю проблему.
- На відміну від трамвая, кузов тролейбуса не заземлений, тому потрібно вжиття додаткових заходів забезпечення електробезпеки: контроль струму витоку, забезпечення подвійної ізоляції електричних кіл.
- Відсутність електричної напруги в контактній мережі призводить до зупинки руху, за відсутності систем автономного живлення, на відміну від автобуса.
- Фактично неможливий обгін одного тролейбуса іншим, якщо це не передбачено контактною мережею — для цього необхідно опускати штанги на одному з тролейбусів.
- Тролейбус, не оснащений системою автономного живлення не може відхилитися від контактної мережі більше, ніж на 4,5 метра, що іноді призводить до ускладнень при об'їзді дорожніх заторів. Також при значному відхиленні від контактної мережі необхідно знижувати швидкість, щоб уникнути сходу штанг з дротів контактної мережі.

## Тролейбусні системи світу
Станом на 2013 рік у світі налічується 311 міст з тролейбусним сполученням.

### В Америці

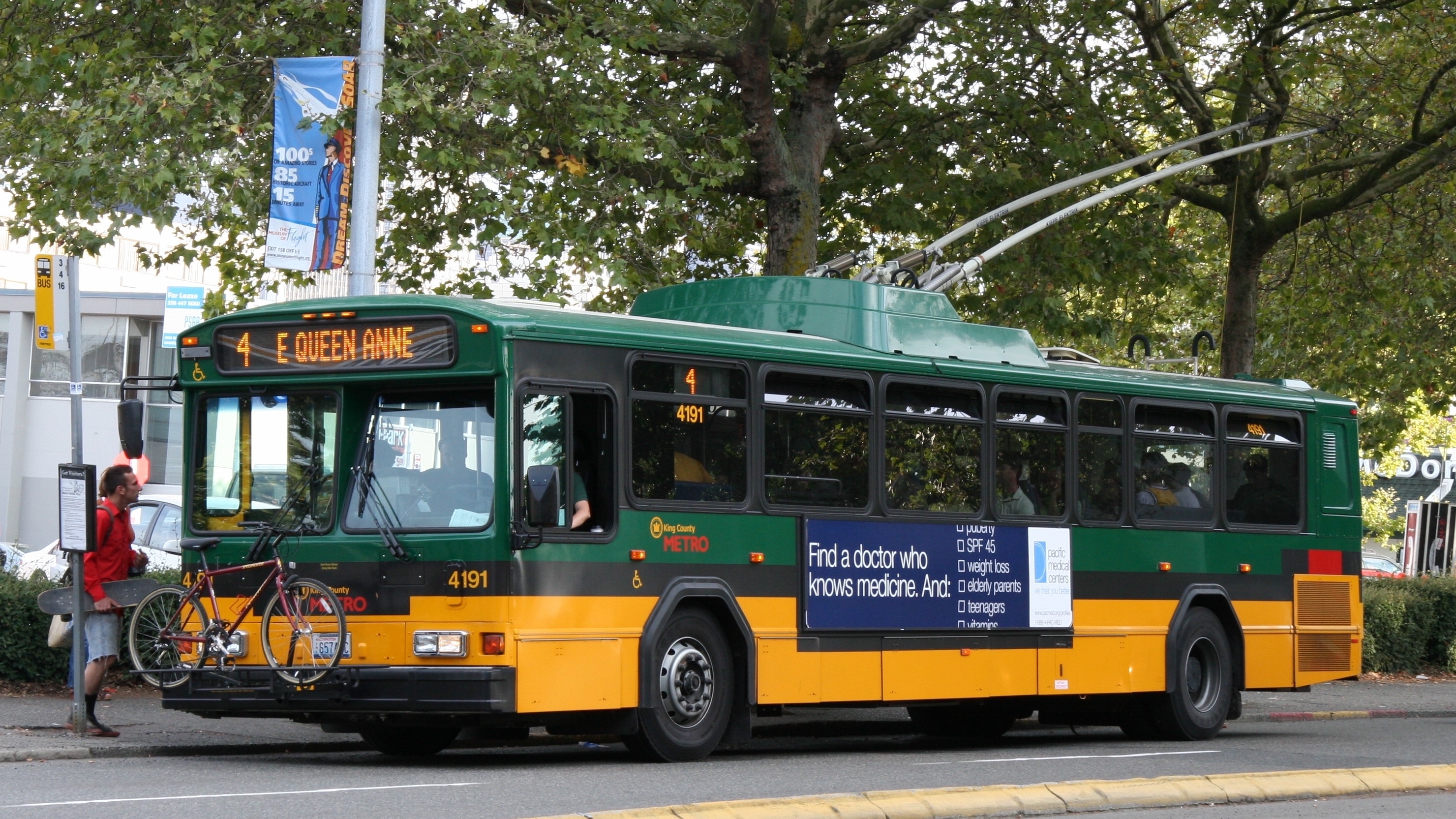
В США та Канаді тролейбуси, як і автобуси, часто оснащують кріпленнями для велосипедів

Північна Америка представлена тролейбусами Ванкувері (Канада) і п'ятьма тролейбусними системами в США. Примітна тролейбусна система в Бостоні, штат Массачусетс, де крім звичайного вуличного діє система підземного швидкісного тролейбуса (так звана срібна лінія).
Латиноамериканські країни на 2013 рік мають 11 тролейбусних системам в Аргентині, Бразилії, Венесуелі, в Мексиці, Чилі (в Вальпараїсо) і в Еквадорі (в Кіто).

### В Азії та Океанії

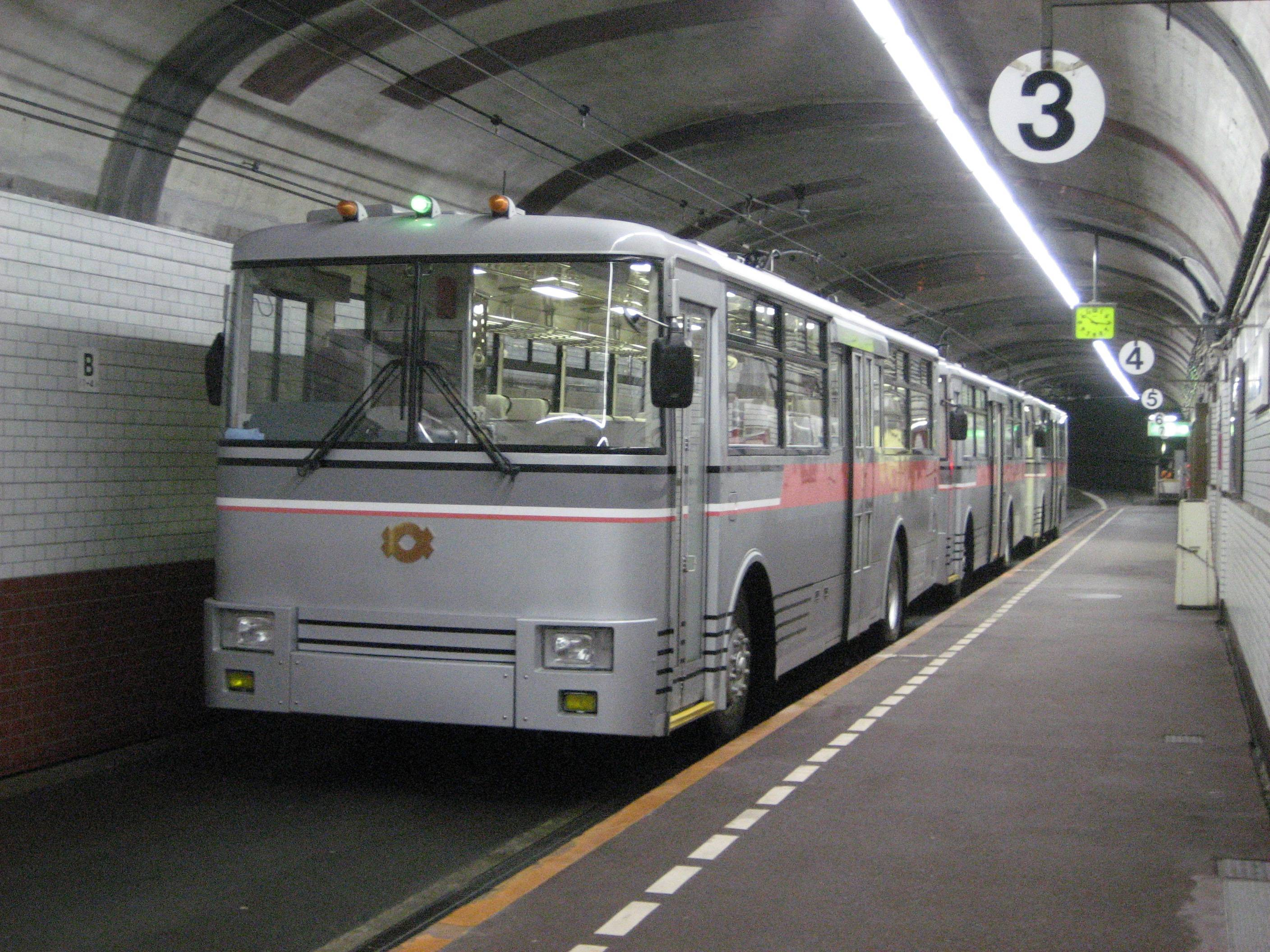
Підземний тролейбус в Куробе

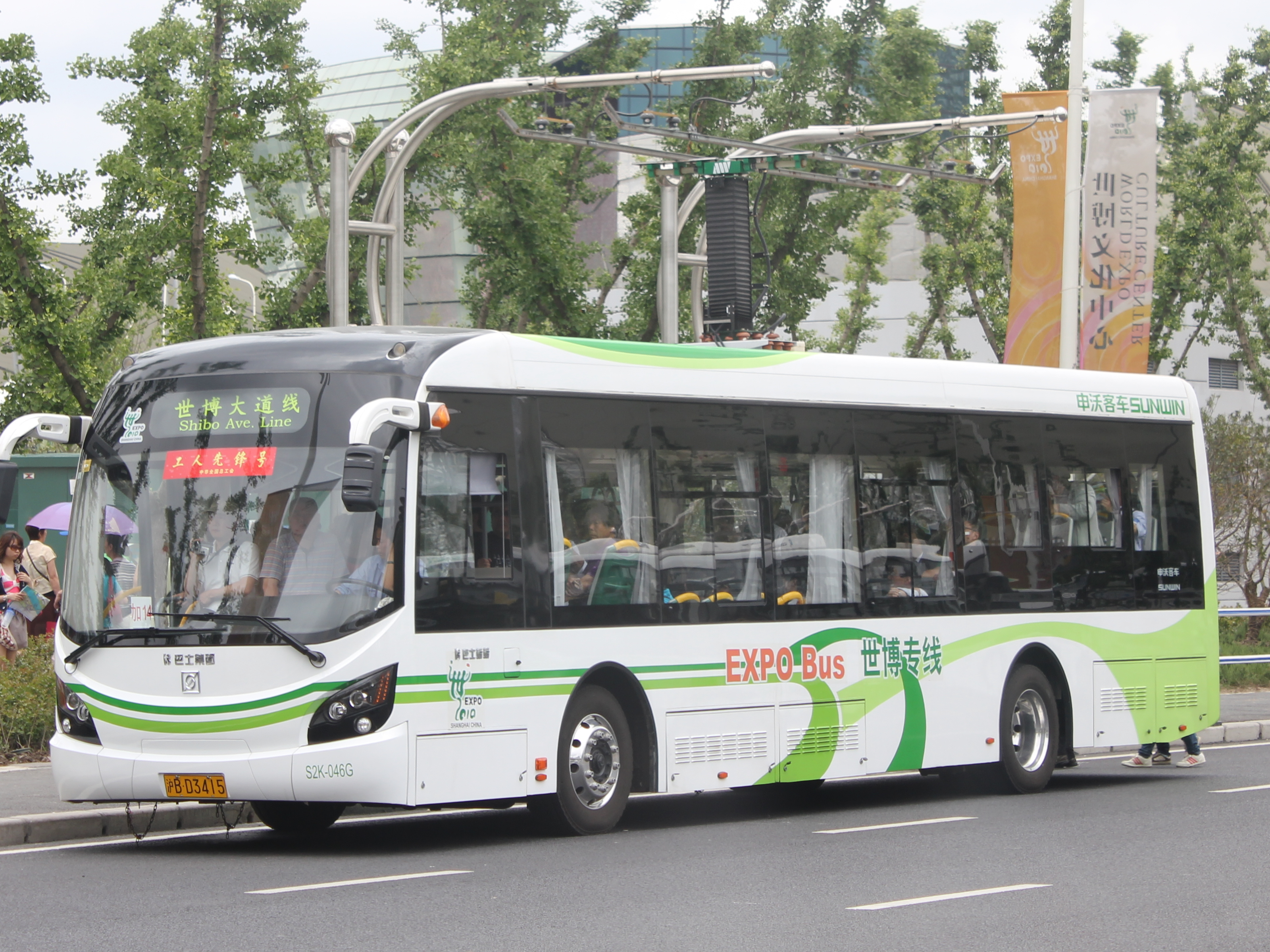
Електричний автобус привіз відвідувачів на Expo 2010

В Азії більшість тролейбусних систем знаходиться в Китаї та Північній Кореї. Тролейбус також є в Ірані (у Тегерані), Монголії (в Улан-Баторі), Японії, Росії, Вірменії (в Єревані), Казахстані, Киргизстані, Таджикистані, Туркменістані (в Ашхабаді) і Узбекистані.
- Системи, подібні бостонської «срібної лінії» діють також у містах Куробе[52].
- Найпівденніша тролейбусна система розташована у Веллінгтоні, (Нова Зеландія)[53].
- Тролейбусна система Шанхая (Китай) — найстаріша з нині чинних: вона працює з 1914 року[54]. Крім звичайного тролейбуса діє також електричний автобус на суперконденсаторах, який підключається спеціальним струмоприймачем до КМ тільки на зупинках[55].
- В Узбекистані діє міжміський тролейбус Ургенч — Хіва, протяжність маршруту якого — близько 33 км.

### У Європі

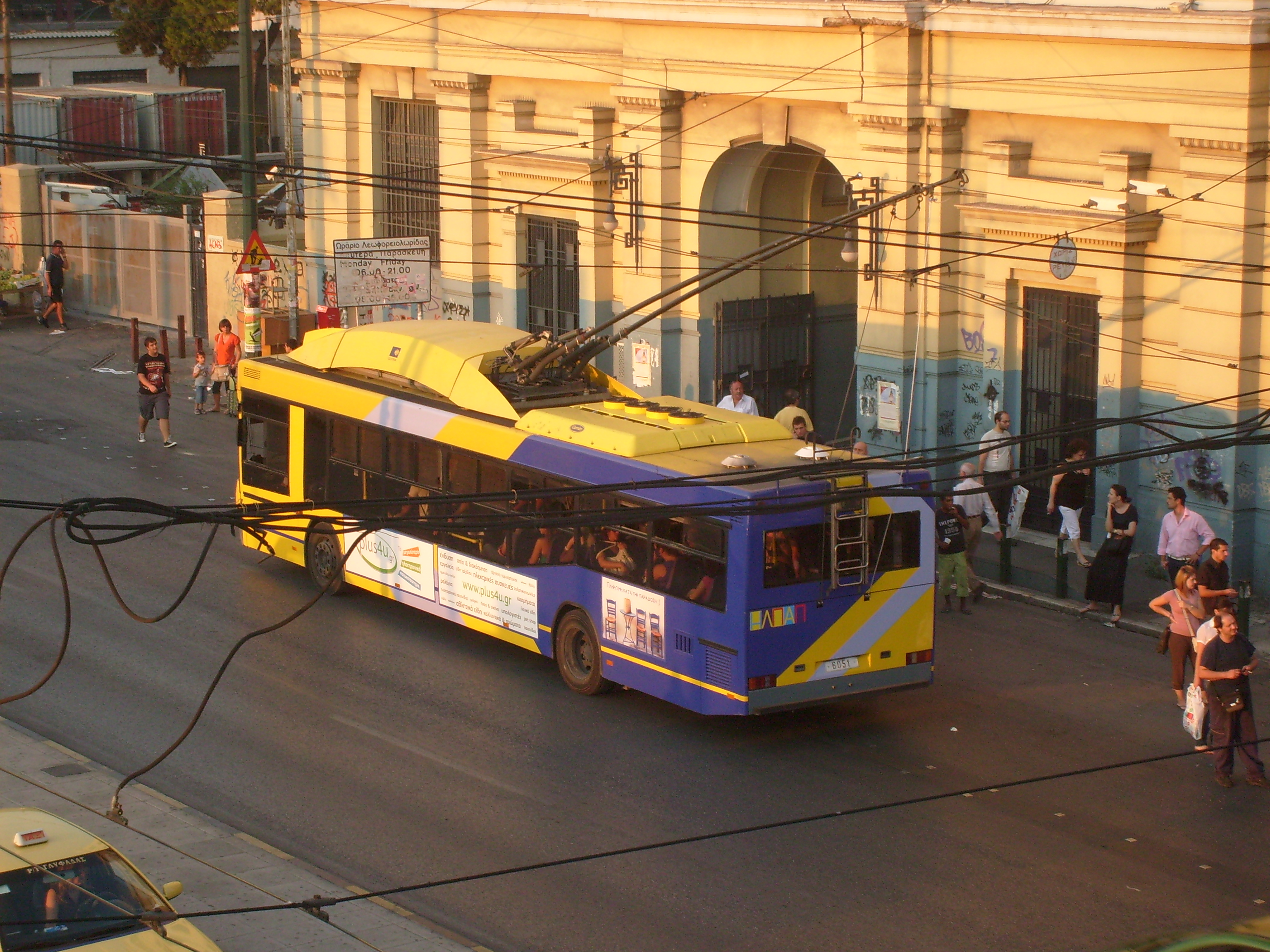
Тролейбус біля пірейського залізничного вокзалу

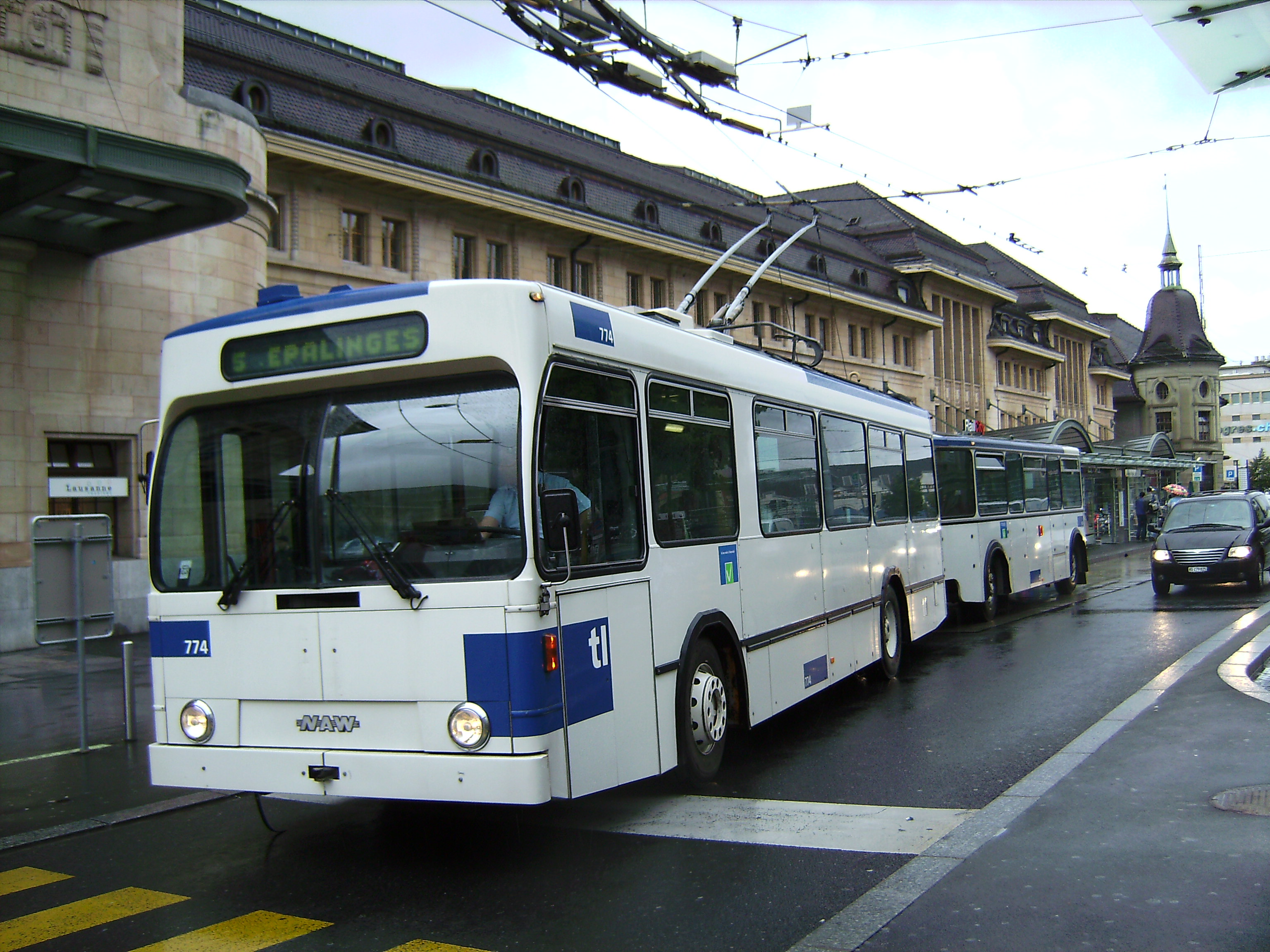
Тролейбус з причепом в Лозанні, Швейцарія.

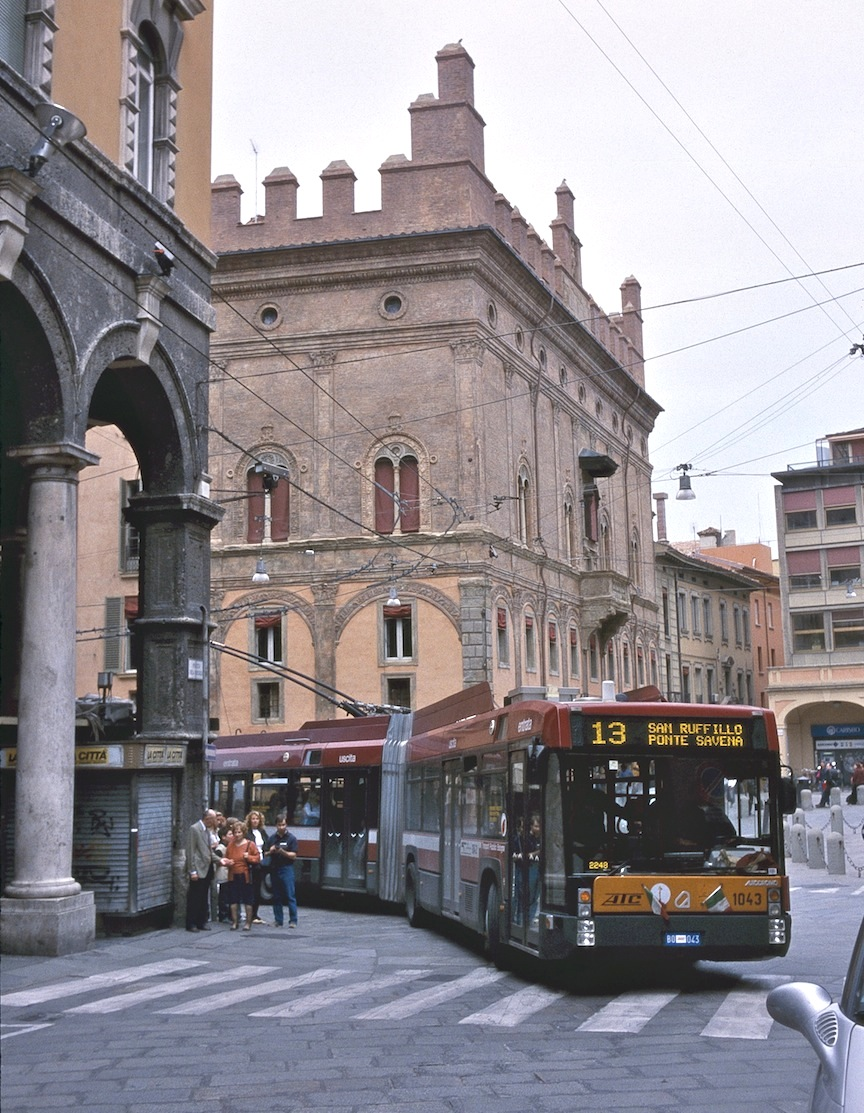
зчленований тролейбус в Болоньї, Італія.

- Наявні на 2013 рік тролейбусні системи Великої Британії є музейними. Проте в 2015 році очікується введення в лад міської тролейбусної системи в Лідсі. Варто відзначити, що саме Лідс був одним з перших міст Великої Британії, де в 1911 у було запущено тролейбусний рух[56].
- У Придністров'ї з 1993 року діє міжміський тролейбус Тирасполь — Бендери, протяжністю понад 13 км.
- Найбільша на 2013 рік тролейбусна система в Європі (за винятком СНД) знаходиться в Афінах (Греція), і включає також місто Пірей. Протяжність контактної мережі більше 350 км, експлуатуються понад 350 машин.
- З 13 чинних тролейбусних систем Швейцарії шість систем експлуатуються в містах спільно з трамвайними. Популярність електротранспорту в Швейцарії обумовлена наявністю недорогої енергії гідроелектростанцій. Тролейбусні системи Швейцарії примітні ще й тим, що в багатьох містах експлуатуються трьохсекційні зчленовані тролейбуси, а також тролейбуси з причепами. 
 Відзначити також варто нині закриті тролейбусні системи міст Альтштеттена[57] і Лугано[58] — вони примітні тим, що в контактній мережі використовувалося напругу 1000 В, через що були великі труднощі з придбанням рухомого складу.

Крім того, в Європі за станом на 2013 рік тролейбуси є в Австрії, Білорусі, Болгарії, Боснії і Герцеговині, Вірменії, Грузії, Угорщини, Німеччини, Іспанії, Італії, Латвії, Литві, Молдові, Нідерландах, Норвегії, Польщі, Португалії, Румунії, Сербії, Словаччині, Україні, Франції, Чехії, Швеції і в Естонії. За даними 2000 року в Європі діяло 112 тролейбусних систем.

### В Україні
В Україні станом на 2013 рік діє 42 тролейбусні системи, тим самим Україна посідає друге місце в світі за кількістю тролейбусних систем.
- Перший пасажирський тролейбус в Україні був виготовлений на КЗЕТ в 1936 році.
- Найбільша і найстаріша тролейбусна система України розташована у Києві.
- Найбільша в світі[59] за довжиною маршрутів тролейбусна система знаходиться у Києві.[60]
- Найдовшим тролейбусним маршрутом у світі є міжміський маршрут Сімферополь — Алушта (52 км) — Ялта (86 км) в Криму[61].

### У Росії
- Перший пасажирський тролейбус в СРСР був виготовлений на московському заводі «Динамо» в 1933 році[62].
- Станом на 2013 в Росії найбільша кількість тролейбусних систем 85[63].
- Найпівнічніша у світі тролейбусна система розташована у Мурманську Росія.
- Качканарський тролейбус — єдина тролейбусна система, яка закрилася за часів СРСР[64].

## Виробники тролейбусів
У світі існує понад 200 різноманітних виробників тролейбусів.
 Україна
- Чинні (станом на 01.2018)
  - Луцький автомобільний завод (Богдан), м. Луцьк;
  - Чернігівський автобусний завод, м. Чернігів
  - Дніпропетровський ремонтний завод електротранспорту спільно з АТ «Літан», м. Дніпро (За актуальною інформацію, по факту самі ж тролейбуси виготовляються в Республіці Білорусь)[65]
  - Електрон (концерн) м. Львів
- Виготовлення тролейбусів припинено
  - Київський завод електротранспорту, м. Київ
  - Серійний завод «Антонов», м. Київ
  - Львівський автобусний завод, м. Львів
  - Південний машинобудівний завод, м. Дніпро
  - Одеський автоскладальний завод, м. Одеса

 Росія
- ЗАТ «Тролза» (колишній ЗіУ), м. Енгельс, Саратовська область;
- ВАТ «Башкирський тролейбусний завод» (БТЗ), м. Уфа;
- ВАТ «Транс-Альфа» (Вологодський механічний завод), р. Вологда;
- Московський тролейбусний завод (МТрЗ) — філія ГУП «Мосгортранс», м. Москва;
- ВАТ «Тушинский машинобудівний завод» (ТМЗ), м. Москва;
- ТОВ «Лікінський автобусний завод» (Група ГАЗ), м. Лікіно-Дульово, з грудня 2007 р.;
- ЗАТ «Волгоградський завод транспортного машинобудування» (ВЗТМ), м. Волгоград.

 Білорусь
- «Белкомунмаш» (БКМ), м. Мінськ;
- Мінський автомобільний завод (МАЗ), м. Мінськ.

 Чехія
- «Škoda-Electric» Пльзень;
- «Ekova-Electric» Острава;

 Польща
- «Solaris Bus & Coach»;
- «Ursus»

У більшості країн, на відміну від країн СНД, немає спеціалізованих виробників тролейбусів, що пов'язано з невеликою кількістю тролейбусних господарств (у порівнянні з Україною і пострадянським простором), хоча в минулому через велике замовлення СРСР чеська фірма «Škoda» мала підрозділ, що займався суто тролейбусним виробництвом. Дуже часто зарубіжні тролейбуси являють собою злегка модифікований кузов автобуса, пристосований для встановлення відповідного електрообладнання. А електрообладнання поставляється стороннім по відношенню до виробника кузовів постачальником. Виняток становлять лише великі концерни, які агрегують в собі відразу кілька галузей машинобудування, наприклад італійський Fiat або німецький MAN SE. Обидва цих концерну в минулому самостійно випускали тролейбуси, деякі з цих машин досі працюють на лініях, наприклад тролейбуси FIAT 60-х рр. випуску в Неаполі. В даний час потенційний замовник має можливість вибору і поєднання кузовів з електрообладнанням різних фірм. Кузови для тролейбусів можуть випускатися практично будь-яким виробником автобусів, наприклад Daimler AG (під торговою маркою Mercedes-Benz), Neoman та ін Електрообладнання для тролейбусів поставляється цілим рядом відомих світових компаній — Siemens AG, Alstom, Van Hool, Kiepe та ін.
Винятком є польська фірма Solaris Bus & Coach, яка випускає тролейбуси трьох моделей — Solaris Trollino 12, Solaris Trollino 15 і Solaris Trollino 18.

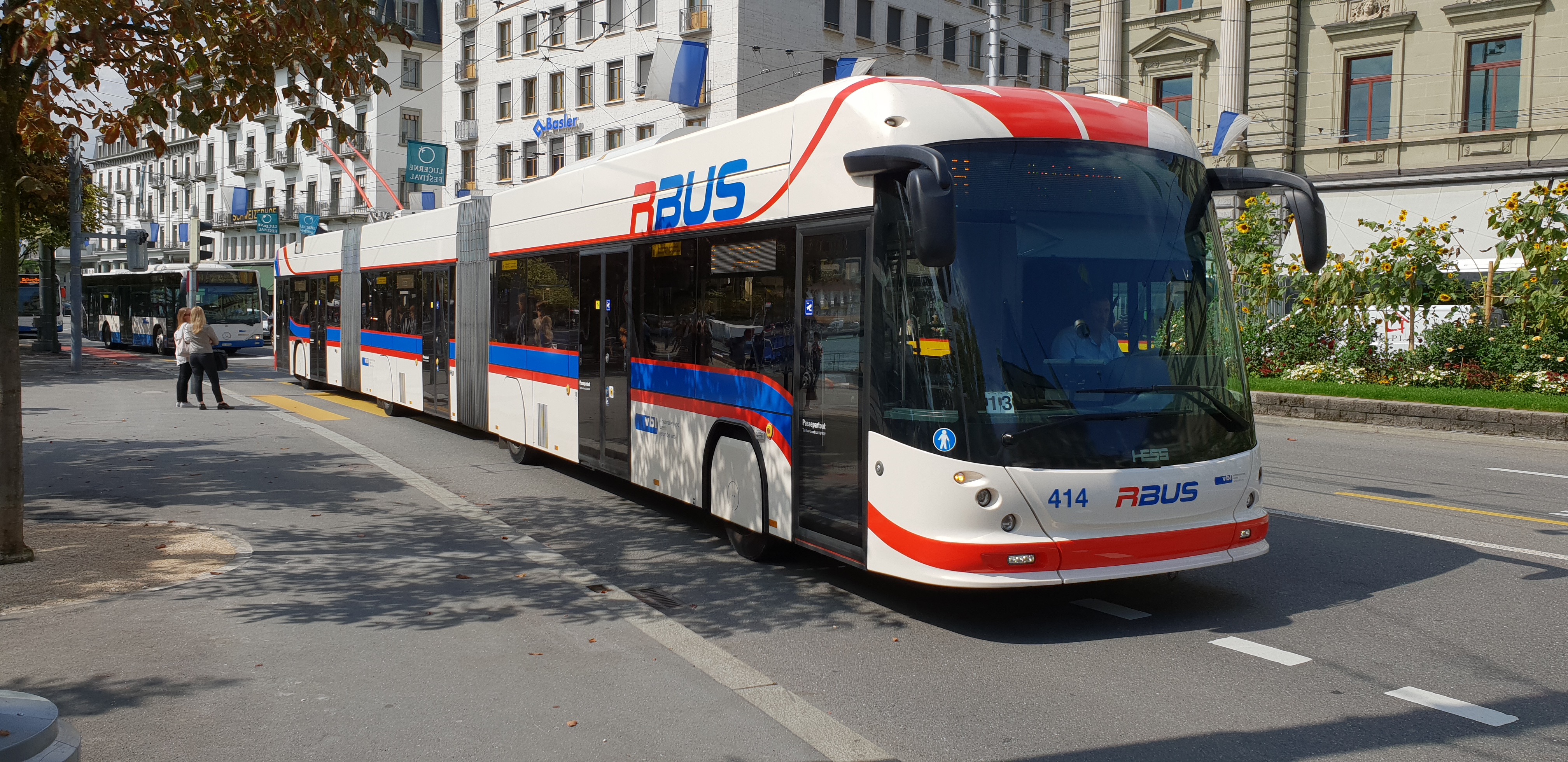
Тролейбус HESS BGGT-N2D, Люцерн, Швейцарія
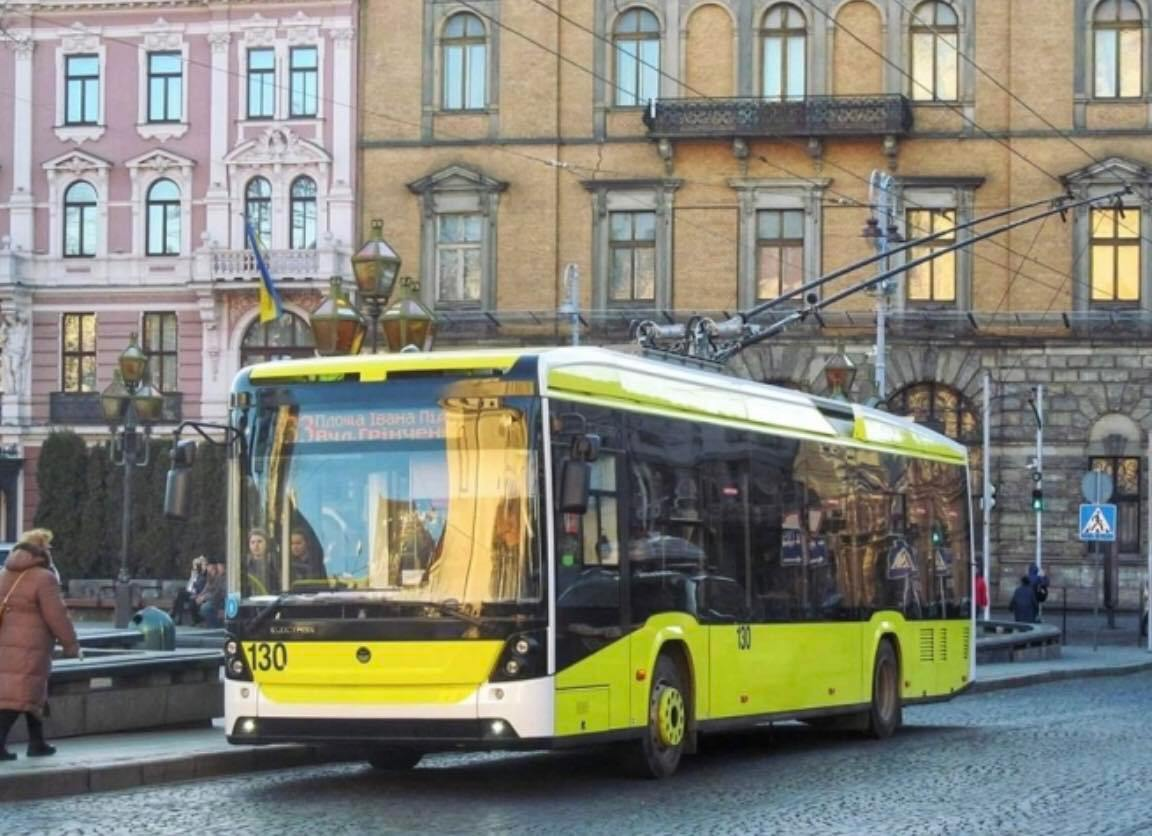
Тролейбус Електрон Т19, Львів
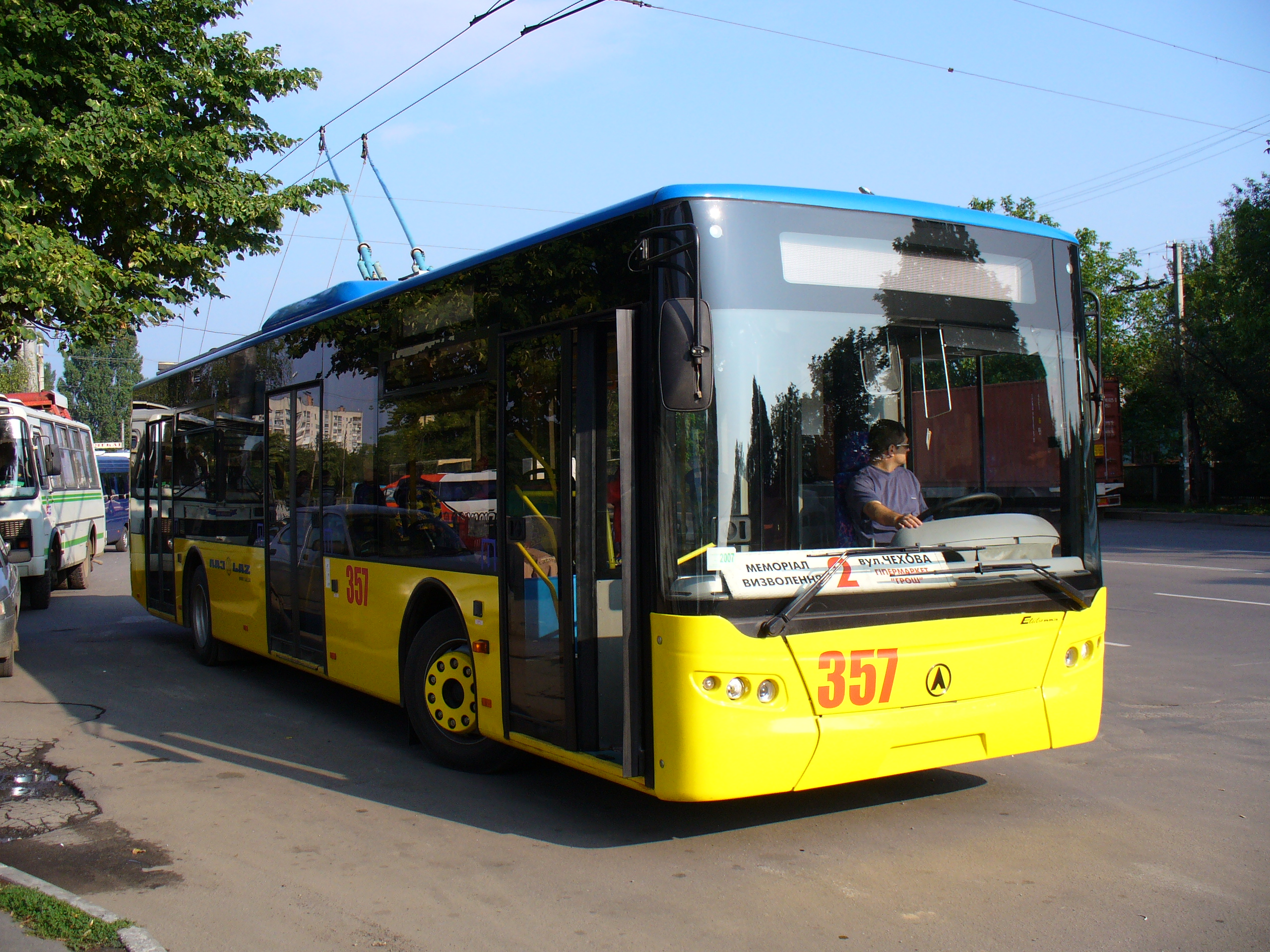
ElectroLAZ-12 у Вінниці
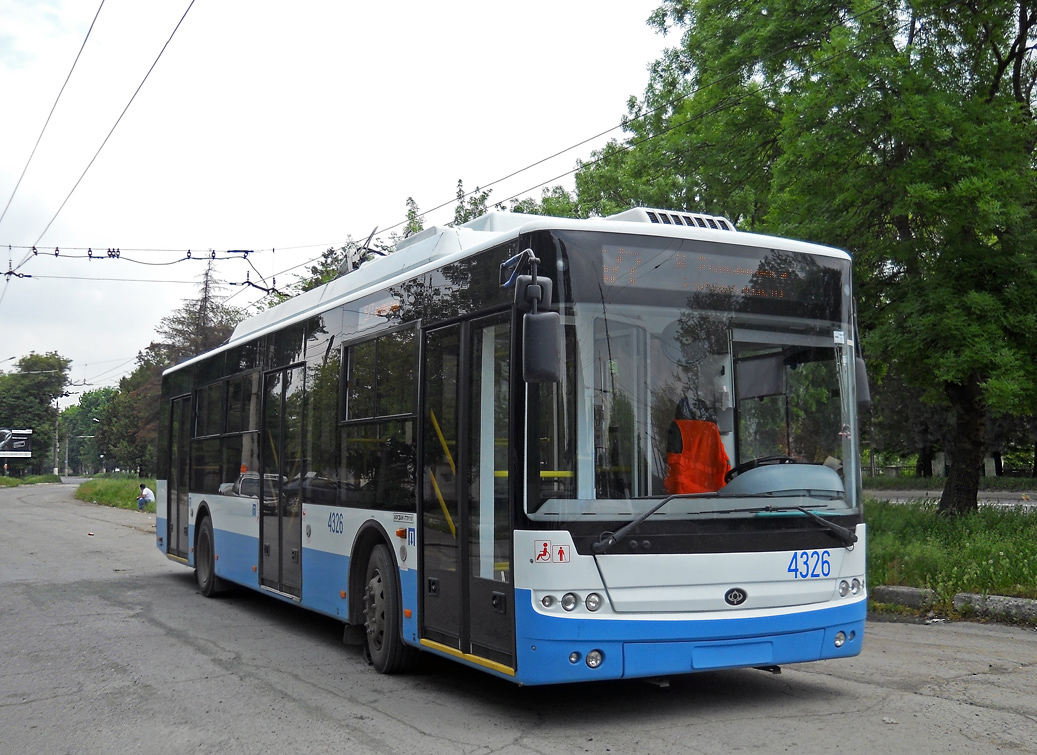
Богдан Т701.10 у Сімферополі
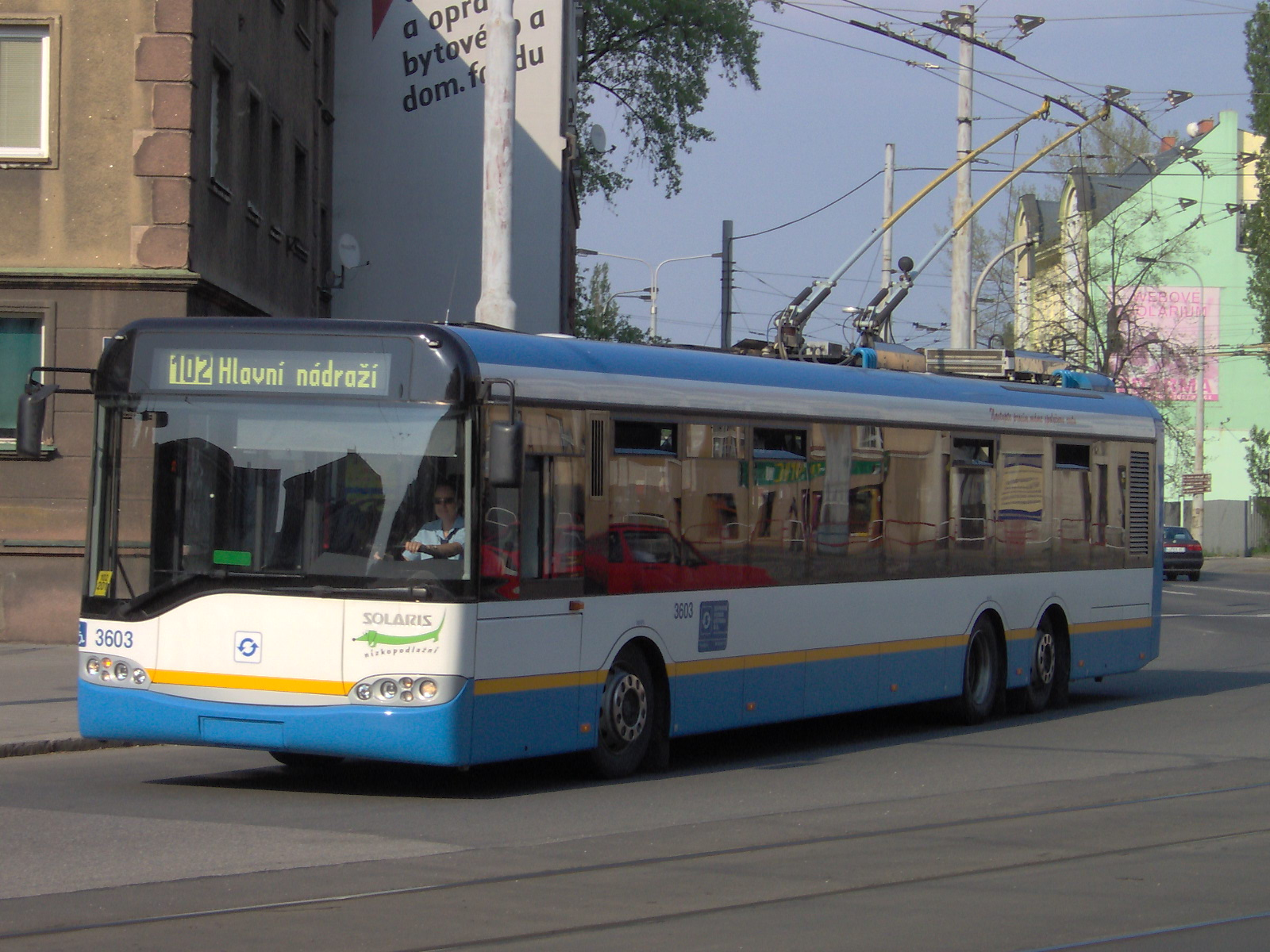
Solaris Trollino 15 в Остраві
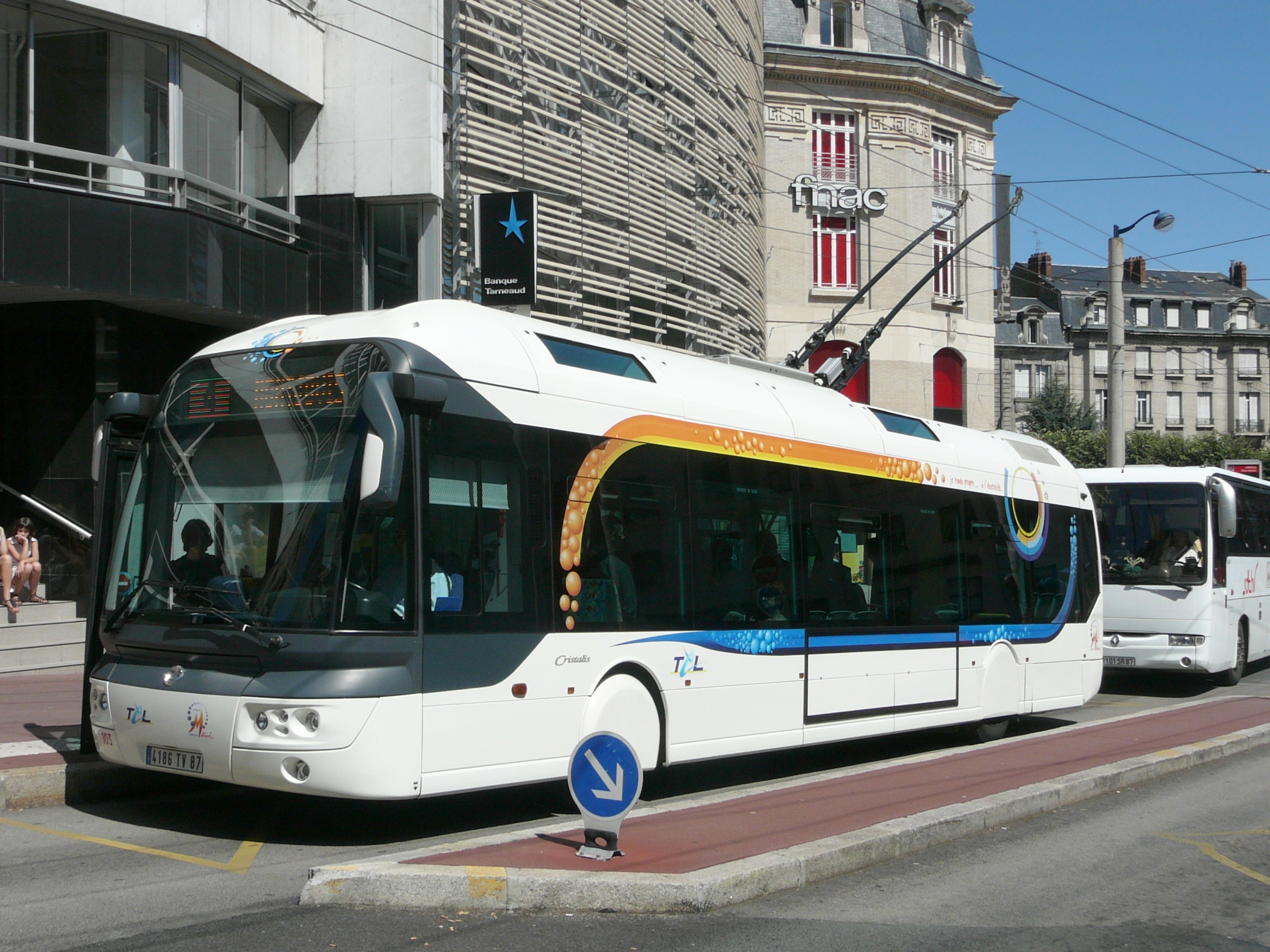
Irisbus Cristalis у м. Лімож, Франція
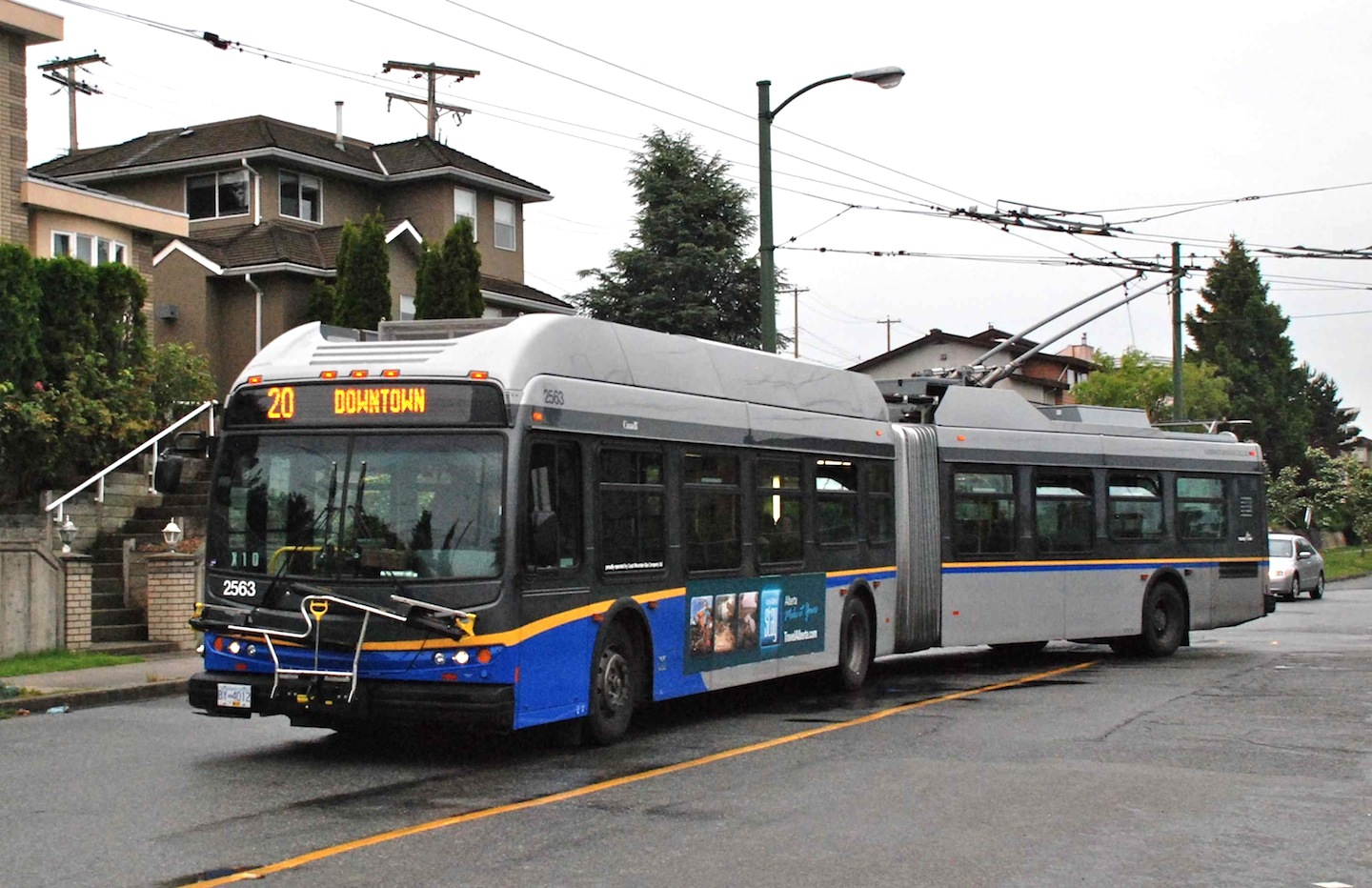
Тролейбус E60LFR, Ванкувер, Канада

## Музеї електротранспорту
- Інформаційний експозиційно-реставраційний центр КП «Київпастранс»
- Музей електричного транспорту
- Віденський музей електротранспорту[en]
- Музей громадського транспорту Будапешта
- Музей просто неба Блек Кантрі, в Дадлі
- Музей тролейбусів у м. Сандтофт[en]Безномінальна марка (2006) із зображенням тролейбуса

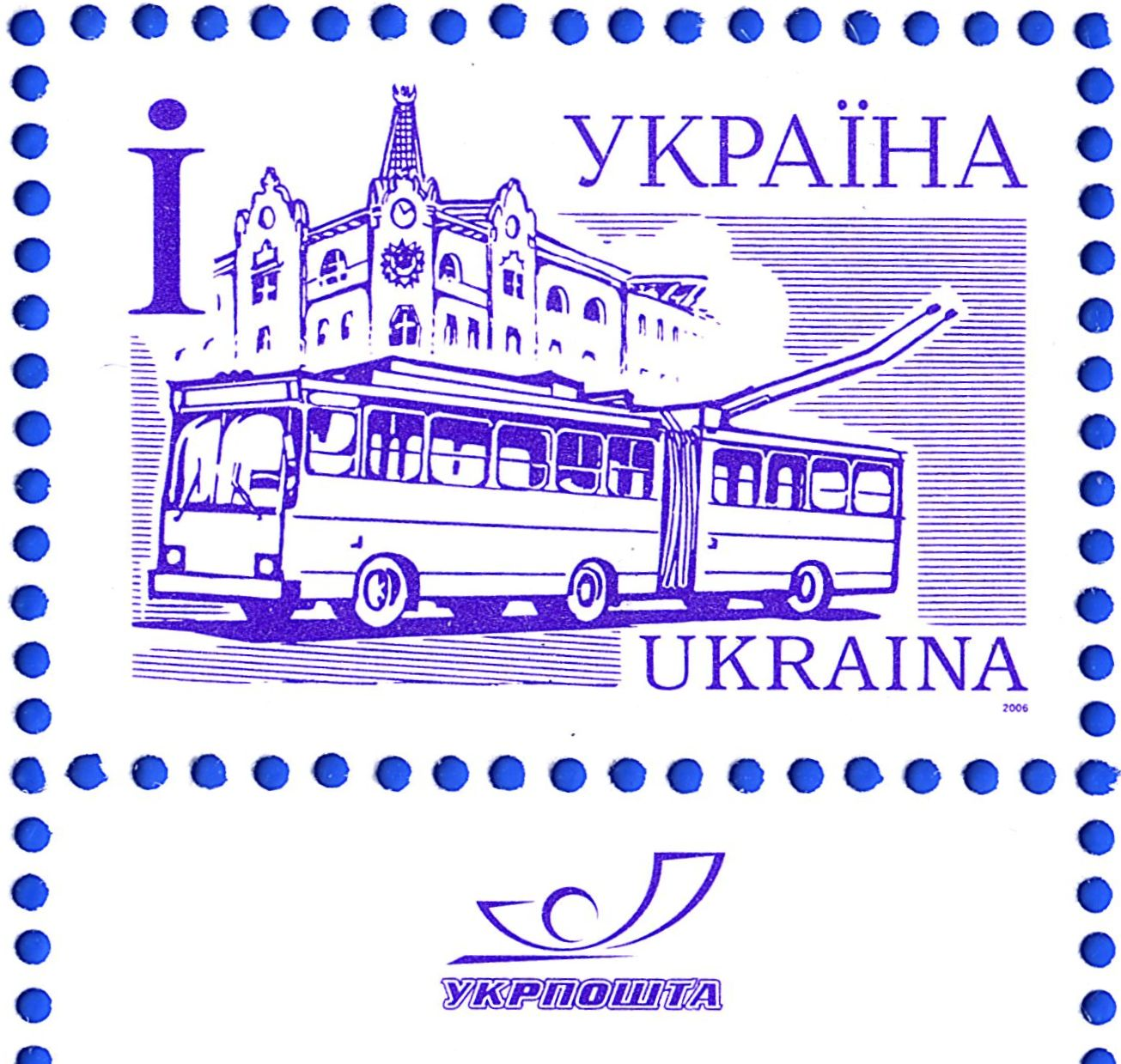
Безномінальна марка (2006) із зображенням тролейбуса